# カナダ

カナダ
Canada

国の標語：A Mari Usque Ad Mare
（ラテン語: 海から海へ）
国歌：O Canada（英語）
Ô Canada（フランス語）

オー・カナダ

Maple Leaf Forever（英語）
Feuille d'érable pour toujours（フランス語）
メープル・リーフ・フォーエバー (非公式)
（1867年 - 1980年）

カナダ（英・仏: Canada、英語発音: /ˈkænədə/  聞く、フランス語発音: /kanada/）は、北アメリカ大陸北部に位置する連邦立憲君主制国家。イギリス連邦加盟国で、英連邦王国の一つである。10の州と3の準州からなり、首都はオタワ。
国土面積は約998.5万平方キロメートルで、ロシア連邦に次いで世界で2番目に広い。
国土の南側はカナダ＝アメリカ合衆国国境が走り、北西部でもアメリカ合衆国アラスカ州と国境を接する。西は太平洋、東は大西洋に面する。北辺は北極圏で、北東にデンマーク領グリーンランドがありハンス島にて国境を接しているほか、北極海と挟んでロシア連邦と向かい合っている。

## 概要
現在のカナダには、ヨーロッパ諸国によるアメリカ大陸の植民地化以前に、アメリカ先住民諸族が居住していた（「ファースト・ネーション」「イヌイット」参照）。近代国家の萌芽は、英仏両国による植民地化で始まった（英領アメリカおよびヌーヴェル・フランス）。フレンチ・インディアン戦争で敗れたフランスは北米植民地をほぼ手放し、カナダは1763年からイギリス帝国に包括された。
1867年の連邦化をきっかけに独立が進み、1931年にウエストミンスター憲章で承認され、1982年憲法制定をもって政体が安定した。現在、政体は連邦制をとり、連邦政府の運営は首相を中心に行われている。
現在のカナダは、一連の過程においてアメリカ合衆国と政治、経済両面での関係が深まっている。

## 国名
1982年憲法が制定される前には複数の名称が存在したが、現在は公用語の英語とフランス語の双方で「Canada」のみが公式名と定められている。
日本国政府による公式名は「カナダ」。日本における漢字表記は「加奈陀」（当て字）であり、「加」と略される。中国語における表記は「加拿大」。国名は、1535年にフランス王国の探検家ジャック・カルティエがセントローレンス川流域に達した際に聞いたイロコイ族の「村」または「集落」を意味する語「カナタ（kanata）」を地名と誤認したというのが一般的定説とされている。連邦制を強調するため、「カナダ連邦」「カナダ連邦政府」などの呼称が使われることもある。
1867年に連邦制をとる一つの地域が確立されるにあたり、君主制を強調するため国号はカナダ王国（Kingdom of Canada）とすることも検討されていたが、本国イギリスの植民地省が反対し、1867年の英領北アメリカ法ではカナダ自治領（Dominion of Canada）と言う国号が使用され、1931年のウェストミンスター憲章制定（独立国家とあまり相違のない高度な自治権が確立された）後も1951年まで「自治領」（Dominion）という言葉が使われる慣習が残っていた。1982年憲法では国名を「カナダ」として表記している。

### カナダで使用される諸言語による国名
- 英語: Canada
- フランス語: Canada
- アティカメク語: Kanata
- イヌクティトゥット語: ᑲᓇᑕ (kanata)
- イヌピアック語: Canada, Kanata
- クリー語: Kānatā
- ミクマク語: Ganata
- セヴァーン・オジブワ語: ᑲᓇᑕ (kānata)

## 歴史
ファースト・ネーション（先住民）やイヌイットの言い伝えでは、先住民たちは時の始まりからこの地に住んでいたとある。一方、考古学的研究では北部ユーコン準州に26500年前、南部オンタリオ州には9500年前に人類がいたことが示されている。

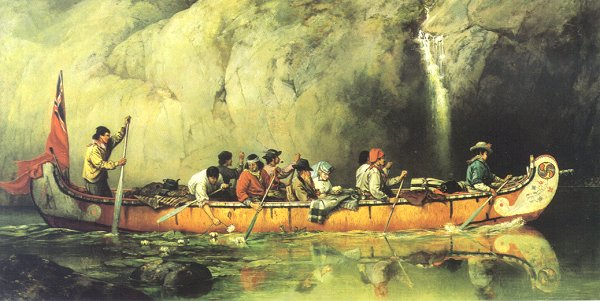
19世紀まで毛皮貿易はカナダで最も重要な産業だった。毛皮貿易路の支配をめぐってフランスとイロコイ族の戦争が起こっている。19世紀の初めには材木業が毛皮貿易よりも重要になった。

ヨーロッパ人の到来は西暦1000年にヴァイキングがランス・オ・メドーに居住したのが初めてであるが、この植民地は短期間で放棄されている。
1497年にイタリア人のジョヴァンニ・カボト（ジョン・カボット）がイングランドのために大西洋側を探検し、1534年にはフランスのジャック・カルティエがこれに続いた。
1603年に到着したフランスの探検家サミュエル・ド・シャンプランは、1605年に初めてのヨーロッパ人定住地をポート・ロワイヤル（現：ノバスコシア州アナポリスロイヤル）に築き、1608年にはケベックを建てた。これらはのちに、それぞれアカディアと、カナダの首都となった。
ヌーベルフランスの植民地の中ではフランス系カナダ人はセント・ローレンス川流域に、アカディア人は現在の沿岸諸州に集中的に居住している。フランス人の毛皮商人とカトリック教会宣教師たちは五大湖、ハドソン湾、ミシシッピー川流域からルイジアナを探検した。イングランドは1610年にニューファンドランド島に漁業基地を設け、南部（現在のアメリカ合衆国領）に13植民地を築いた。
1670年、ハドソン湾会社が設立された。毛皮の倉庫証券は通貨としても使われた。1689年と1763年に一連の北米植民地戦争が起こり、その結果、ユトレヒト条約（1713年）でノバスコシアが英国の支配下となる。七年戦争（フレンチ・インディアン戦争）のパリ条約で、カナダとヌーベルフランスの大部分がフランスからイギリスへ割譲された。
1763年宣言はケベックをヌーベルフランスから分離し、ケープ・ブレトン島をノバスコシアに加えた。これはまた、フランス系カナダ人の言語と信仰の自由を制限した。1769年にセント・ジョンズ島（現：プリンス・エドワード・アイランド州）が独立した植民地となった。ケベックでの紛争を避けるため、1774年にケベック法が制定され、ケベックの領域が五大湖からオハイオ川まで拡大され、ケベックにおいてはフランス語とカトリック信仰、フランス法が許された。これは13植民地の多くの住民を怒らせることになり、アメリカ合衆国の独立への動因となった。アメリカ独立戦争の講和条約である1783年のパリ条約によってアメリカの独立は承認され、五大湖南部がアメリカへ割譲された。戦後におよそ5万人の王党派がアメリカからカナダへ逃れている。一部の王党派のために沿岸諸州のニューブランズウィックがノバスコシアから分割された。ケベックの英語話者王党派のために1791年法が制定され、フランス語圏のローワー・カナダと英語圏のアッパー・カナダがそれぞれ独自の議会を持った。この分断策は1837年にローワーとアッパーの両方で反乱が起きて無意味となった。

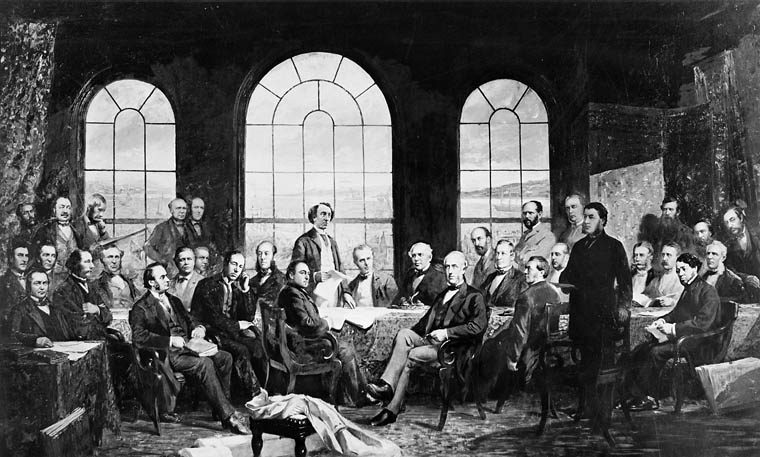
『連邦の父たち』（ロバート・ハリス画）。シャーロットタウン会議とケベック会議の場面を混合して描いている。カナダの連邦化（コンフェデレーション）は鉄道債務を連邦政府に肩代わりさせた（詳細）。

アッパーおよびローワー・カナダは米英戦争（1812年戦争）の主戦場となった。カナダ防衛は英国系北アメリカ人に一体感をもたらした。穀物法制定（1815年）と人身保護法廃止（1816年）により、英国とアイルランドからの大規模な移民が始まった。
1837年に責任政府を求める反乱が起こった。時のカナダ総督である初代ダラム伯爵ジョン・ラムトンは本国政府に対して、叛乱に対するダラム報告を行った。その報告では責任政府とフランス系カナダ人の英国文化への同化政策が勧告された。また同時に、「カナダ植民地の統治を行う者たちが国王の名代たる総督ではなく、植民地人の代表たる（カナダ）議会に責任を負う権利を（カナダ責任政府は）持つようにするべきだ」と提言した。同報告はあわせて、「隣国のアメリカ合衆国が州同士の関係性として連邦制を持ち込んだことは理にかなっていた」という先駆的な示唆も行っている。
この報告に基づいて1840年憲法により、アッパーおよびローワー・カナダはカナダ連合に合併した。議会においては、フランス系および英国系カナダ人はともにフランス系カナダ人の権利の復活のために努力した。1849年、英領北アメリカ植民地全土に責任政府が設置された。
1846年に英国と米国によるオレゴン条約が結ばれ、オレゴン境界紛争が終結した。これによってカナダは北緯49度線に沿って西へ境界を広げ、バンクーバー・アイランド植民地（1849年）とブリティッシュコロンビア植民地（1858年）への道を拓いた。カナダの北西にはロシア領アメリカがあったが、アメリカ合衆国によるアラスカ購入（1867年）で南北ともにアメリカが隣国となった。
ニューファンドランドには大西洋横断電信ケーブルが敷設され、西方でゴールドラッシュが起きたことなどからカナダの人口が増えていった。一方で、フランス系カナダ人がニューイングランドへ流れ出た。
フェニアン襲撃に対応しながら憲政会議を重ね（写真参照）、1867年7月1日に1867年憲法法が採択された。オンタリオ、ケベック、ノヴァスコシア、ニューブランズウィックが統合され、「カナダの名の下のひとつの自治領」である連邦が作られた 。カナダはルパート・ランドと北西地域を合わせたノースウエスト準州を統治することが前提とされた。この地では不満を抱いたメティ（フランス系と先住民の混血）によるレッド・リヴァーの反乱が起こり、1870年7月にマニトバ州が作られた。ブリティッシュコロンビア州植民地とバンクーバーアイランド植民地（1866年に合併）は1871年に、プリンスエドワードアイランド植民地は1873年に、連邦へそれぞれ加入した。

カナダ連邦以降の州と準州の拡大を示した動画地図

保守党のジョン・A・マクドナルド首相 は、萌芽期のカナダ産業を守るための関税政策を制定した。西部を開拓するため、政府はカナダ太平洋鉄道を含む3本の大陸横断鉄道を助成した。自治領土地法により開拓者のために大平原が解放され、この地域の治安維持のために北西騎馬警察が設立された。1898年、ノースウェスト準州でのクロンダイク・ゴールドラッシュの後、政府はユーコン準州を設置した。自由党のウィルフリッド・ローリエ政権下ではヨーロッパ大陸からの移民が大平原に定住し、アルバータとサスカチュワンが1905年に州に昇格している。
1914年、第一次世界大戦が勃発。英国の対独宣戦布告に伴い、カナダも自動的に参戦することになり、志願兵からなるカナダ海外派遣軍を西部戦線へ送り込んだ。彼らはのちにカナダ軍団の一部となり、パッシェンデールの戦いなどで重要な役割を果たしている。1917年には、保守党のロバート・ボーデン首相がフランス語圏ケベックの住民たちの反対にもかかわらず徴兵制を導入し、徴兵危機が起こっている。
第一次世界大戦は英仏やカナダなど連合国の勝利で終わり、1919年にカナダは英国とは別個に国際連盟へ加盟した。この時期はヴィクター・キャヴェンディッシュが総督であった。

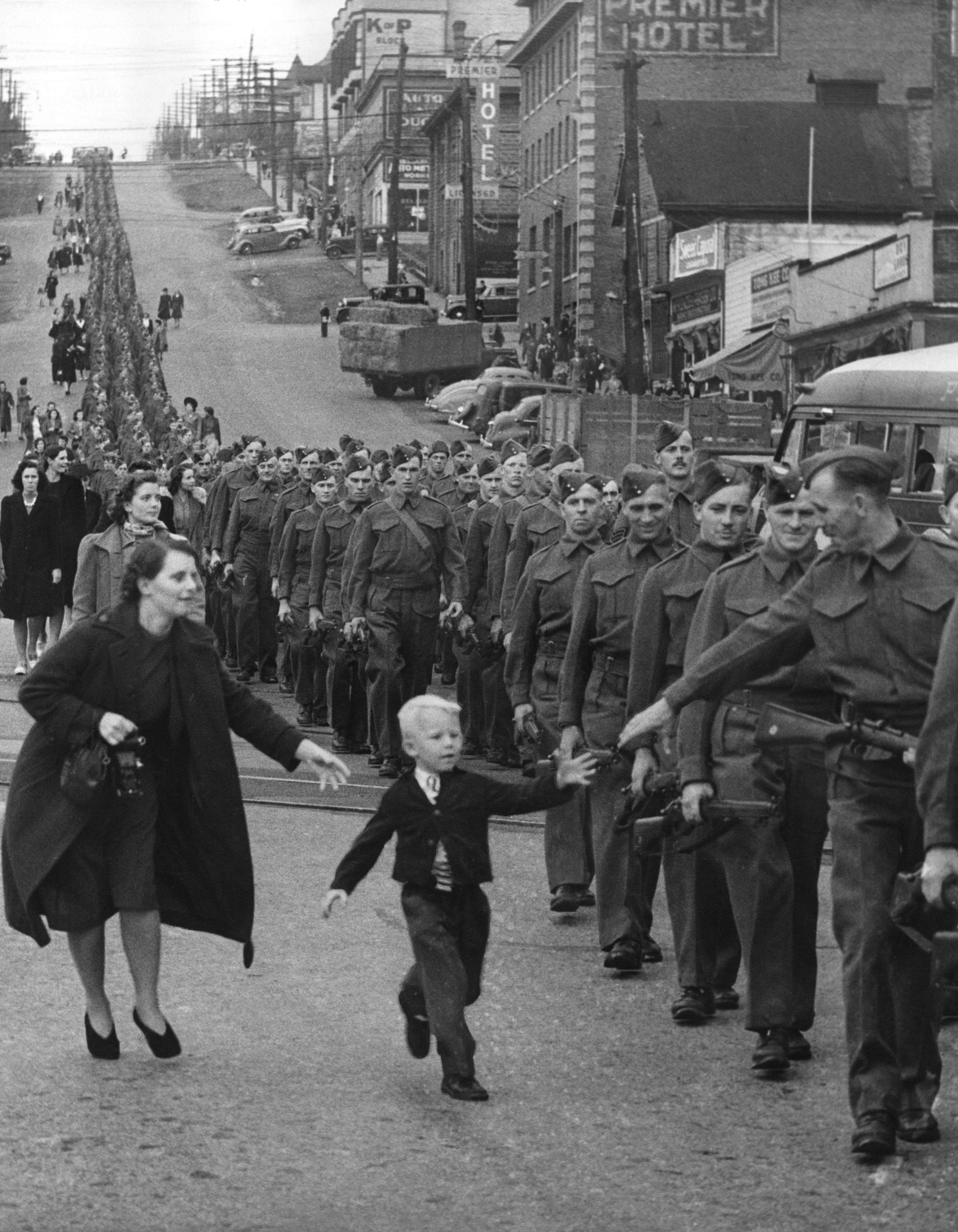
1940年、ニューウエストミンスター市内を行進するブリティッシュコロンビア連隊に近づく少年（『待ってよ、パパ』）

1931年、ウエストミンスター憲章によりカナダの独立が承認された。その後、1930年代の大恐慌にカナダ国民は大いに苦しめられた。
1939年に第二次世界大戦が始まり、カナダは再び英国側で参戦。欧州では西部戦線やバトル・オブ・ブリテン、イタリア戦線などに派兵した。太平洋戦争が起きると米国とともにアリューシャン方面の戦いで日本軍への攻勢に加わり、日系カナダ人を抑留した。
1945年の終戦後にカナダは国際連合の原加盟国となり、ソビエト連邦との冷戦では米英などとともに北大西洋条約機構（NATO）を構成して西側諸国の一翼を担った。
1960年、カナダ権利章典が制定された。これは州の同意が得られなかったため連邦権限の範囲で運用された。1965年に現在のサトウカエデの葉の国旗が採用・掲揚された。1969年には2か国語公用語が実施された。1971年には多文化主義が宣言されている。ケベックでは近代からナショナリズム運動 (Quebec nationalism) が続いており、1960年代の経済改革（静かなる革命）につながった。1970年に運動がエスカレートしてケベック解放戦線がオクトーバー・クライシスを引き起こした。このころから1982年のカナダ憲法制定にかけて、首相のピエール・トルドーが連邦の一体化を強力に推進した。
2021年カナダ総選挙前、カナダ自由党は下院の第1党であったが、過半数の議席を有しなかった。2021年カナダ総選挙の結果、カナダ自由党のその地位は変わらなかった。

## 政治
1982年憲法第33条はカナダ憲法最大の特徴をなす。カナダ議会（連邦議会）と州議会の立法に対して最高裁が違憲判断を下したときでも、立法府が譲らなければ違憲判決の発効を先延ばしできる。猶予は最長5年間だが何度も更新できる。
アメリカ合衆国と異なり、国民皆保険や医療費無料、公営企業重視といった社会民主主義的な要素が受け入れられているリベラルな国民性を反映し、高福祉・高負担の施策がとられている。ただ、カナダ西部の内陸部はエネルギー産業で成り立つ保守主義の地盤であり、キリスト教福音派の影響が大きい地域もある。リベラル気質の強い移民、有色人種の多い大都市圏とより保守的な白人社会である郊外や農村部との価値観の違いも少なくない。また、ケベック州はナショナリズムの強い地域である。
一方、カナダにおいて共和主義はさほど影響が強くないものの、君主主義に対する見方もイギリスに比べると肯定的とは言い難い面を持ち合わせる。同国内の共和政治団体は、「君主制は世襲的な側面から見ても、本質的に平等主義や多文化主義に反するものである」と主張している。

### 政治体制
政体は立憲君主制である。公式にはイギリス国王が国家元首（ただしカナダではあくまでカナダ国王の扱い）となる。形式的にはカナダ総督がカナダ国王の代理を務め、また実質的な首長は、総選挙により選出される連邦政府の首相である。
現行のカナダの憲法は「1867年憲法」と「1982年憲法」の二つから構成される。1867年憲法は政治制度などを定める統治規定が中心で、1982年憲法は二言語・多文化主義、ケベック州や原住民居留地の特殊性などの人権規定が中心である。

### 行政

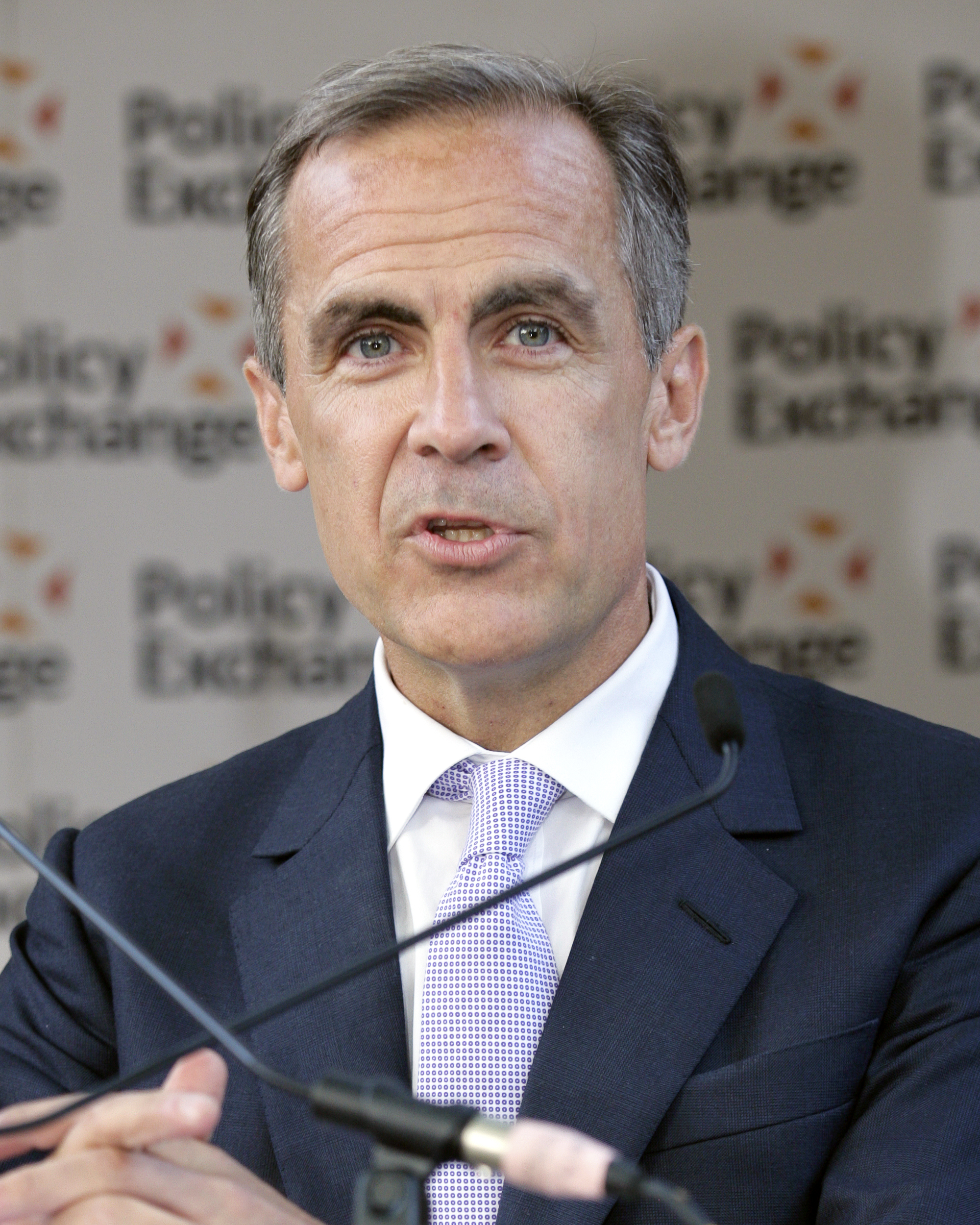
第30代首相マーク・カーニー

政府は議院内閣制を採用している。カナダは、歴史的に各州の合意により連邦が設立された経緯があることから州に大幅な自治権が認められており、それぞれの州に首相、内閣および議会がある。このためカナダにおける政治とは、州政府対連邦政府の駆け引きそのものということもできる。

### 立法

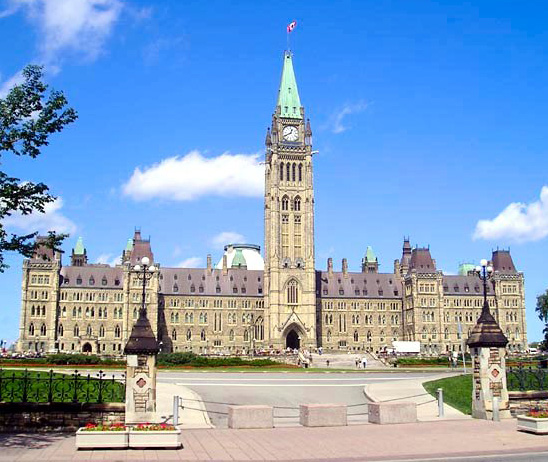
カナダ議会議事堂

立法府たるカナダ議会はオタワに所在し、上院定数105名、下院定数343名の二院制を採用している。

### 政党
主な政党には中道右派・保守主義のカナダ保守党、中道左派・リベラリズムのカナダ自由党の二大政党があげられるが、21世紀に入り保守党と自由党の政策の違いは中道化し小さくなっている。一方、中道左派・社会民主主義政党の新民主党はカナダに国民皆保険制度をもたらした政党として隣国のアメリカ合衆国の政治との違いを生んできた。他にケベック州の地域政党である左派のブロック・ケベコワ、環境保護主義のカナダ緑の党がある。
1993年の下院総選挙で、与党であったカナダ進歩保守党が改選前の169議席のうち167議席を失うという大惨敗を喫したことは、議会制民主主義が発達している先進国の政権与党が壊滅的な敗北を喫した例として、小選挙区制のモデルケースの一つとなる歴史的選挙であった。

### 司法

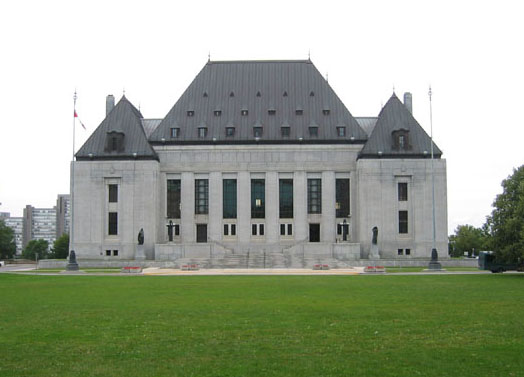
カナダ最高裁判所

アメリカ合衆国と異なり、刑法が連邦の管轄である。死刑制度は存在しない。
1989年のモントリオール理工科大学虐殺事件をきっかけに銃規制が強化されており、拳銃の携帯については一般には認められておらず、拳銃を携帯できるのは警察、軍と現金輸送を行う民間業者に限られている。農村部を中心に狩猟が非常に盛んであり猟銃の保持率は高いが、銃を使った犯罪発生率はきわめて低い。

### 国際関係

カナダと国交を結んでいる国

カナダは英連邦に加盟している。また、世界の先進7か国（G7）の一つである。
自らをインド太平洋国家とも位置付けており、アジア太平洋経済協力（APEC）や環太平洋パートナーシップ協定（TPP）などに参加している。アジア諸国との経済関係を重視する一方で、中華人民共和国や朝鮮民主主義人民共和国（北朝鮮）による軍拡や対外的威嚇への警戒を強めており、2022年11月27日に発表した今後10年の『インド太平洋戦略』では、中国を「破壊的なグローバルパワー」と捉え、気候変動対策や核不拡散での協力を掲げつつも、太平洋でのカナダ海軍増強、カナダの安全保障を脅かす中国資本による投資の制限を打ち出した。カナダ軍海軍の艦艇や軍用機は、北朝鮮との密輸（瀬取り）監視に参加している。
独立以降、隣国であるアメリカとの関係は、長く友好的な期間が続いてきた。しかし2025年に第2次トランプ政権が発足すると、ドナルド・トランプ大統領は、アメリカの雇用と製造業を守り、不法移民と麻薬（フェンタニル）の密輸を阻止するための対策を求め、対策如何では25%の関税をかけることを示した。また、ドナルド・トランプは、カナダをアメリカの51番目の州にしたいと発言し、トルドー首相を「Governor（知事）」と呼び続けた。アメリカによる関税措置は2025年3月4日に発動、これに対して同日にカナダも報復関税を発動させた。トルドー首相は、関税措置を「非常に愚かな行為」だと非難し、経済を守るために「容赦のない戦い」を行うとの声明を出した。

### 軍事

カナダ軍の軍旗

カナダ軍最高司令官は国家元首であるチャールズ3世に任命されたカナダ総督であるが、実質的な指揮権を持つのはカナダの首相である。カナダ政府はカナダ陸軍、カナダ海軍、カナダ空軍、カナダ統合作戦軍、カナダ特殊作戦軍の5つの軍種を保有する。
カナダは軍事同盟の北大西洋条約機構（NATO）の正式な加盟国であるが、カナダ軍は核兵器を一切保有していないため、核抑止はアメリカ軍に依存している。旧ソ連やロシアから大陸間弾道弾（ICBM）や戦略爆撃機が飛来する場合、北極海とカナダの上空が最短ルートとなるため、アメリカ合衆国とは共同で北アメリカ航空宇宙防衛司令部（NORAD）を設置している。
アメリカ合衆国の非武装軍用機が領空に入ることやカナダ軍の施設を訓練で使用することについても認められている。
1947年以来、カナダ軍は世界で200以上の作戦に従事し、72の多国籍軍による作戦参加している。カナダは1950年代から1990年代にかけて数多くの国連平和維持活動に参加し、集団安全保障体制を望んでいたが、キューバ危機のあとNATOへ急接近した。2001年にはNATO主導のアフガニスタン紛争にも派兵している。
一方で、2003年のイラク戦争への参加は拒否した。

### 情報機関
同国において主体となっているのは安全情報局（CSIS）である。CSISは元々、王立騎馬警察の一部であったが1984年に情報機関として独立した。
他には統合国家治安執行部（INSET）や刑事情報部（CISC）、通信安全保障局（CSE）、国防省情報局（CDDIS）が存在している。

## 地理

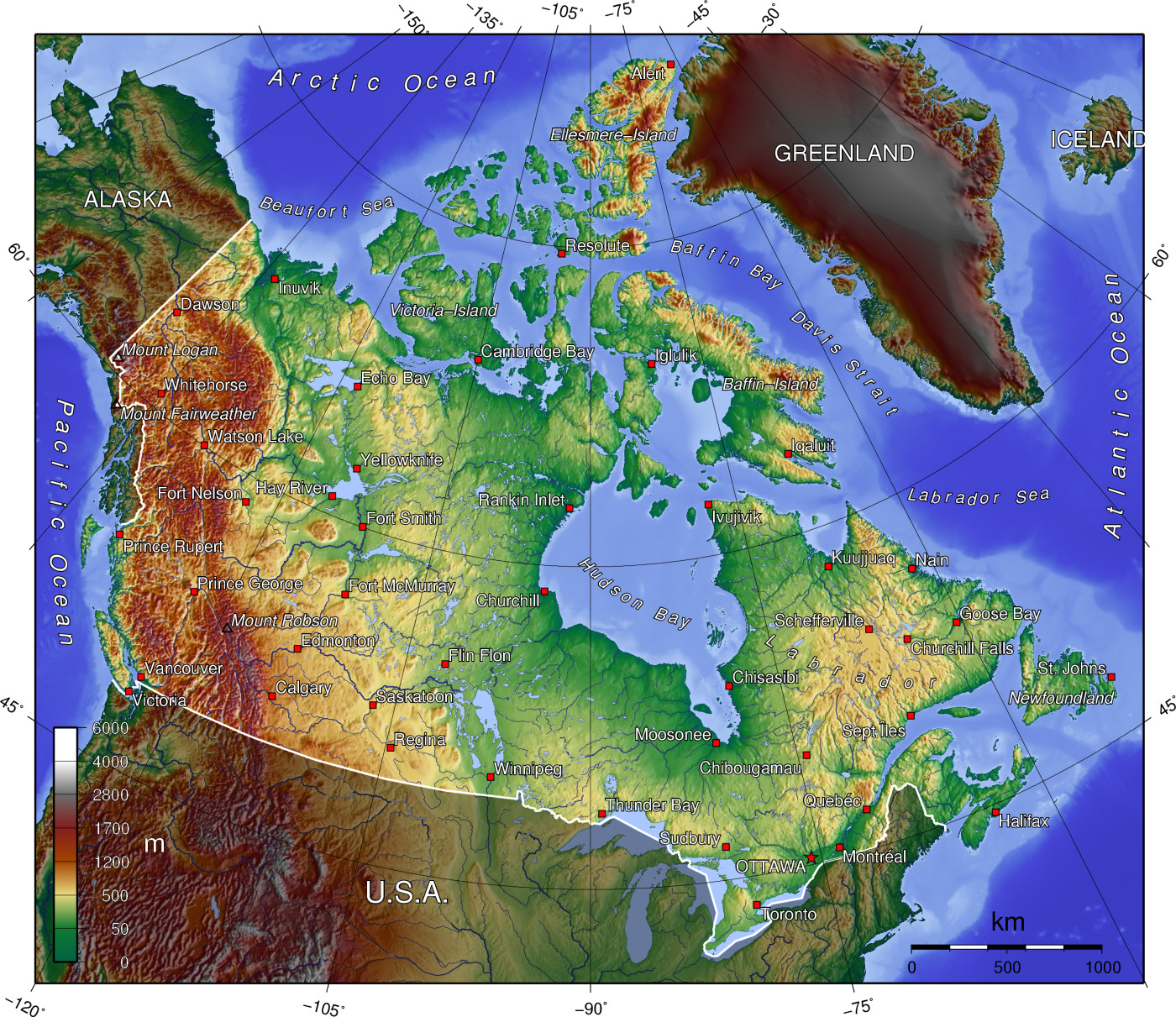
カナダの地形図

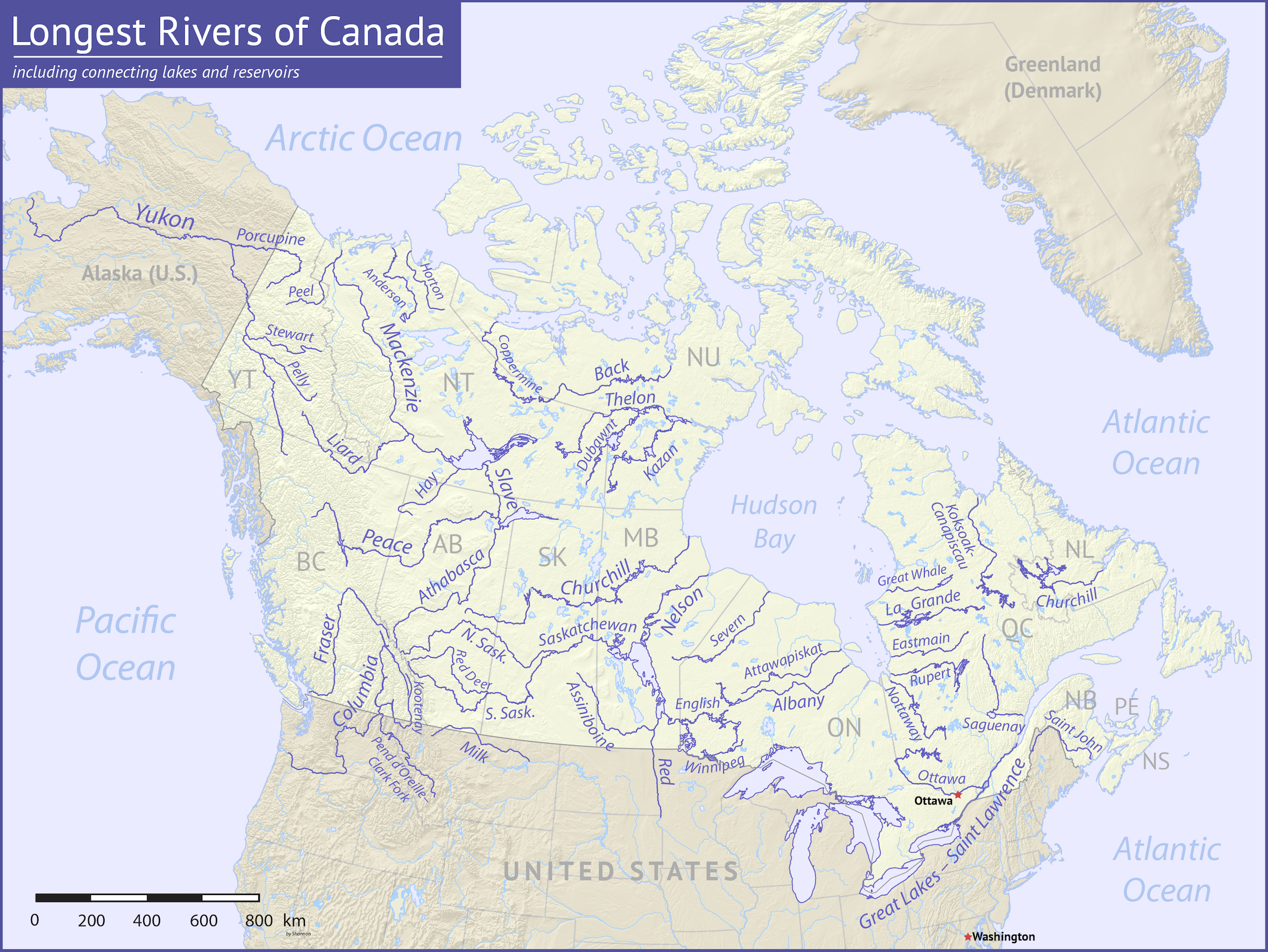
カナダの主な河川

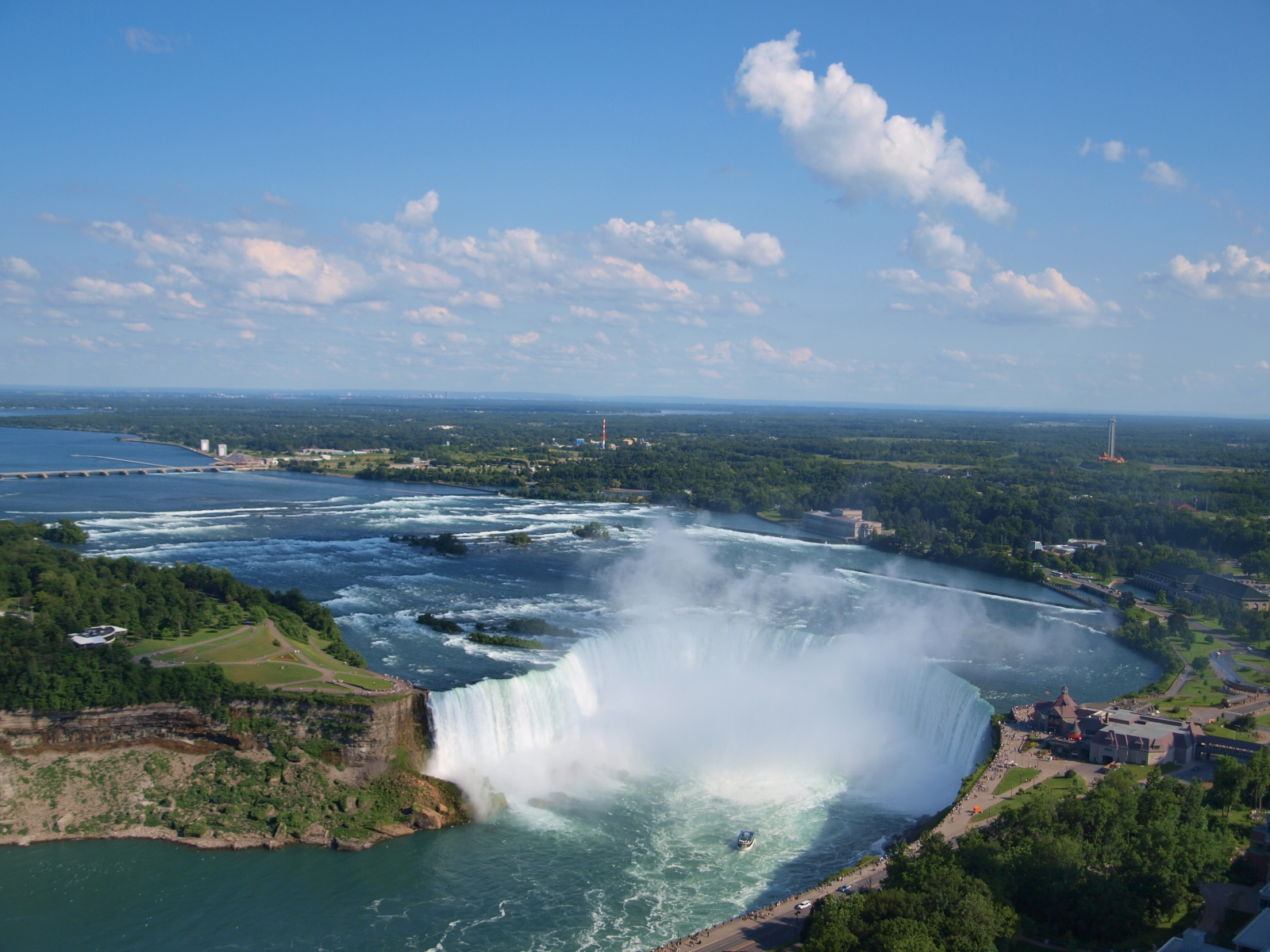
ナイアガラの滝

カナダは北アメリカ大陸の北部に位置し、同大陸の約41%を占める。海岸線の長さは世界一である。領土の54%は森林で占められている。ノースウエスト準州北西は湿地帯であり、地面や湖が凍る冬季でないと車両の通行が困難である。
大陸の北側にも広大な北極諸島を領有する。北極諸島と大陸側のラブラドル半島と向かい合うグリーンランドはデンマーク領であり、ネアズ海峡の中央にあるハンス島の領有権を巡る見解の相違が1973年以来あったが（ウイスキー戦争）、両国は2022年6月14日に分割領有する合意に調印した。
南はアメリカ合衆国本土と、北西はアメリカ合衆国アラスカ州、そして前記の通り北東のハンス島にてデンマークと陸上国境と接する。
東は大西洋、デイビス海峡、西岸の一部は太平洋、北はボーフォート海、北極海に面する。国土の中央部のウィニペグ湖からロッキー山脈にかけては、広大なプレーリー地域である。五大湖水路となる五大湖の北にはカナダ楯状地が広がる。
北極圏を含む寒冷地が多いため、人の住める地域は総面積に比して少なく、人口密度は3.2人/km2である。カナダ人の80%はアメリカ合衆国との国境から200キロメートル以内に住んでおり、人口の約40%がオンタリオ州に集中している。人口が最も多い地域は五大湖、セントローレンス川周辺である。大半のカナダ人は、アメリカ合衆国とカナダ国境線に沿って約500キロメートル幅の細長い帯状に住んでおり、それより北は人口が極端に少ない。

## 気候

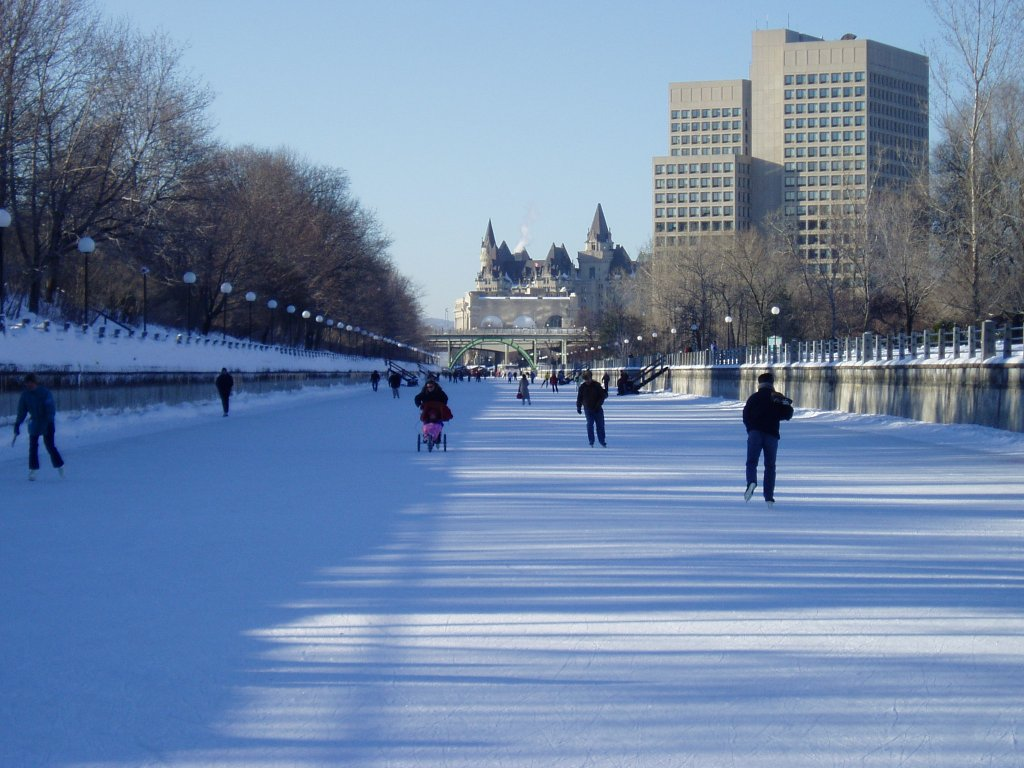
凍り付いたリドー運河（オタワ）

カナダにおけるケッペンの気候区分

太平洋側の西海岸沿岸部を除き、ほぼ全域が亜寒帯・寒帯に属する。
バンクーバーやビクトリアなどが位置する西海岸の沿岸部は暖流の影響で温帯の西岸海洋性気候に属し、夏は涼しく乾燥していて過ごしやすく晴れる日が多いが、冬は温暖で雨が多い。北米屈指のスキーリゾートのウィスラーなどが位置するロッキー山脈西側の山岳地帯は世界有数の豪雪地帯となっている。
アルバータ州からサスカチュワン州、マニトバ州にかけては、亜寒帯湿潤気候、湿潤大陸性気候に加えてステップ気候も広がり、降水量が少なく乾燥している。夏は比較的気温が上がるが、乾燥していて過ごしやすい。一方、冬は氷点下50度近くまで下がることもあり、シベリアに匹敵する酷寒地である。特に中央部に位置するウィニペグは大陸性の気候が顕著であり、レジャイナやサスカトゥーンなどと並び北アメリカで最も寒い都市（米領アラスカのアンカレッジよりはるかに寒い）とされる。
トロントやモントリオールなどの大都市が位置し、人口が集中するセントローレンス川沿いは亜寒帯湿潤気候に属し、夏は比較的湿度が高く蒸し暑くなる。トロントなどのオンタリオ州南端部ではそれほど厳しい寒さとはならないが、オタワやモントリオールなどでは最寒月の平均気温が-10度以下となり、-30度程度まで下がることもあるほど、寒さが厳しく降雪量も多い。ノバスコシア州やニューファンドランド島などの大西洋側沿岸地方はより海洋性の気候の特色を有していくことになり、冬季は低気圧の発達により豪雪地帯となる。北極圏などの北部地域は寒帯に属し、ツンドラ気候で、永久凍土が広がっている。
カナダ国内における最高気温極値は2021年6月29日にリットン (ブリティッシュコロンビア州)で観測された49.6度で、これは地球上では北緯45度線以北とヨーロッパと南アメリカのどの地点よりも高い気温となっている。これまではサスカチュワン州のMidaleとYellow Grassで観測された45度であった。最低気温極値はユーコン準州のSnagで観測された氷点下63度であり、これはアメリカ大陸で最も低い気温である。
| 平年値 （月単位） | 平年値 （月単位） | 太平洋岸       | 太平洋岸       | 太平洋岸         | 西部           | 西部                 | 西部           | 西部               | 中部           | 中部           | 中部          | 中部          |
| 平年値 （月単位） | 平年値 （月単位） | ビクトリア     | バンクーバー   | プリンスルパート | カムループス   | カルガリー           | エドモントン   | フォートマクマレー | サスカトゥーン | ウィニペグ     | チャーチル    | サンダーベイ  |
| ----------------- | ----------------- | -------------- | -------------- | ---------------- | -------------- | -------------------- | -------------- | ------------------ | -------------- | -------------- | ------------- | ------------- |
| 気候区分          | 気候区分          | Cfb            | Cfb            | Cfb              | BSk            | BSk                  | Dfb            | Dfb                | BSk/Dfb        | Dfb            | Dfc           | Dfb           |
| 平均 気温 (°C)    | 最暖月            | 16.9 （7月）   | 18.0 （7,8月） | 13.8 （8月）     | 21.5 （7月）   | 16.5 （7月）         | 17.7 （7月）   | 17.1 （7月）       | 18.5 （7月）   | 19.7 （7月）   | 12.7 （7月）  | 17.7 （7月）  |
| 平均 気温 (°C)    | 最寒月            | 4.6 （1月）    | 4.1 （1月）    | 2.4 （1月）      | −2.8 （1月）   | −7.1 （1月）         | −10.4 （1月）  | −17.4 （1月）      | −15.5 （1月）  | −16.4 （1月）  | −26 （1月）   | −14.3 （1月） |
| 降水量 (mm)       | 最多月            | 152.6 （11月） | 188.9 （11月） | 373.6 （10月）   | 37.4 （6月）   | 94.0 （6月）         | 93.8 （7月）   | 80.7 （7月）       | 65.8 （6月）   | 90.0 （6月）   | 69.9 (9月）   | 89.5 （8月）  |
| 降水量 (mm)       | 最少月            | 17.9 （7月）   | 35.6 （7月）   | 108.8 （6月）    | 12.4 （2月）   | 9.4 （1,2月）        | 12.0 （2月）   | 13.2 （2月）       | 8.8 （2月）    | 13.8 （2月）   | 16.6 （2月）  | 20.5 （2月）  |
| 平年値 （月単位） | 平年値 （月単位） | 東部           | 東部           | 東部             | 東部           | 東部                 | 大西洋岸       | 大西洋岸           | 北部           | 北部           | 北部          | 北部          |
| 平年値 （月単位） | 平年値 （月単位） | トロント       | オタワ         | モントリオール   | ケベックシティ | ラブラドール・シティ | ハリファックス | セントジョンズ     | ホワイトホース | イエローナイフ | イカルイト    | ユーリカ      |
| 気候区分          | 気候区分          | Dfa            | Dfb            | Dfb              | Dfb            | Dfb                  | Dfb            | Dfb                | Dfc            | Dfc            | ET            | ET            |
| 平均 気温 (°C)    | 最暖月            | 21.5 （7月）   | 21.0 （7月）   | 21.2 （7月）     | 19.3 （7月）   | 13.8 （7月）         | 18.8 （7月）   | 16.1 （8月）       | 14.3 （7月）   | 17.0 （7月）   | 8.2 （7月）   | 6.1 （7月）   |
| 平均 気温 (°C)    | 最寒月            | −5.5 （1月）   | −10.3 （1月）  | −9.7 （1月）     | −12.8 （1月）  | −22.2 （1月）        | −5.9 （1月）   | −4.9 （2月）       | −15.2 （1月）  | −25.6 （1月）  | −27.5 （1月） | −37.4 （2月） |
| 降水量 (mm)       | 最多月            | 78.1 （8月）   | 92.8 （6月）   | 96.4 （11月）    | 121.4 （7月）  | 113.9 （7月）        | 154.2 （11月） | 164.8 （12月）     | 38.1 （7月）   | 40.8 （7月）   | 69.5 （8月）  | 16.1 （8月）  |
| 降水量 (mm)       | 最少月            | 47.7 （2月）   | 54.3 （2月）   | 62.7 （2月）     | 74.5 (2月）    | 40.3 （2月）         | 93.5 (8月）    | 91.6 （7月）       | 7.0 （4月）    | 11.3 （4月）   | 18.7 (2,3月） | 2.2 (3月）    |

## 生物多様性・生態系
カナダは、15の陸生エコゾーンと5つの海洋エコゾーンに分かれている。これらのエコゾーンには、80,000種以上に分類された現地の野生生物が含まれており、同数はまだ正式に認識（または発見）されていない。
カナダは他国に比べて固有種の割合が低いが、人間の活動や外来種の侵入および国内の環境問題により、現在800種以上が絶滅の危機に瀕している。 　

## 地方行政区分
カナダは10の州（プロビンス、province）と3つの準州（テリトリー、territory）に区分されている。人口は2015年7月1日の推計値。
| 名称                                                             | 人口(人)   | 州都/主府/本部                   | 備考 |
| ---------------------------------------------------------------- | ---------- | -------------------------------- | ---- |
| ブリティッシュコロンビア州 · British Columbia                    | 4,683,139  | ビクトリア Victoria              | ■    |
| アルバータ州 · Alberta                                           | 4,196,457  | エドモントン Edmonton            | ■    |
| サスカチュワン州 · Saskatchewan                                  | 1,133,637  | レジャイナ Regina                | ■    |
| マニトバ州 · Manitoba                                            | 1,293,378  | ウィニペグ Winnipeg              | ■    |
| オンタリオ州 · Ontario                                           | 13,792,052 | トロント Toronto                 | ■    |
| ケベック州 · Québec                                              | 8,263,600  | ケベック市 Ville de Québec       | ■    |
| ニューブランズウィック州 · New Brunswick / Nouveau-Brunswick     | 753,871    | フレデリクトン Fredericton       | ■    |
| ノバスコシア州 · Nova Scotia                                     | 943,002    | ハリファックス Halifax           | ■    |
| ニューファンドランド・ラブラドール州 · Newfoundland and Labrador | 527,756    | セント・ジョンズ St. John's      | ■    |
| プリンスエドワードアイランド州 · Prince Edward Island            | 146,447    | シャーロットタウン Charlottetown | ■    |
| ユーコン準州 · Yukon Territory                                   | 37,428     | ホワイトホース Whitehorse        | ■    |
| ノースウェスト準州 Northwest Territories                         | 44,088     | イエローナイフ Yellowknife       | ■    |
| ヌナブト準州 · Nunavut                                           | 36,919     | イカルイト Iqaluit               | ■    |

### 主要都市

#### 都市人口
| 1              | トロント       | オンタリオ州               | 2,794,356 | 11 | サレー         | ブリティッシュコロンビア州 | 568,322 |
| 2              | モントリオール | ケベック州                 | 1,762,949 | 12 | ケベックシティ | ケベック州                 | 549,459 |
| 3              | カルガリー     | アルバータ州               | 1,306,784 | 13 | ハリファックス | ノバスコシア州             | 439,819 |
| 4              | オタワ         | オンタリオ州               | 1,017,449 | 14 | ラヴァル       | ケベック州                 | 438,366 |
| 5              | エドモントン   | アルバータ州               | 1,010,899 | 15 | ロンドン       | オンタリオ州               | 422,324 |
| 6              | ウィニペグ     | マニトバ州                 | 749,607   | 16 | マーカム       | オンタリオ州               | 338,503 |
| 7              | ミシサガ       | オンタリオ州               | 717,961   | 17 | ヴォーン       | オンタリオ州               | 323,103 |
| 8              | バンクーバー   | ブリティッシュコロンビア州 | 662,248   | 18 | ガティノー     | ケベック州                 | 291,041 |
| 9              | ブランプトン   | オンタリオ州               | 656,480   | 19 | サスカトゥーン | サスカチュワン州           | 266,141 |
| 10             | ハミルトン     | オンタリオ州               | 569,353   | 20 | キッチナー     | オンタリオ州               | 256,885 |
| 2021年国勢調査 |                |                            |           |    |                |                            |         |

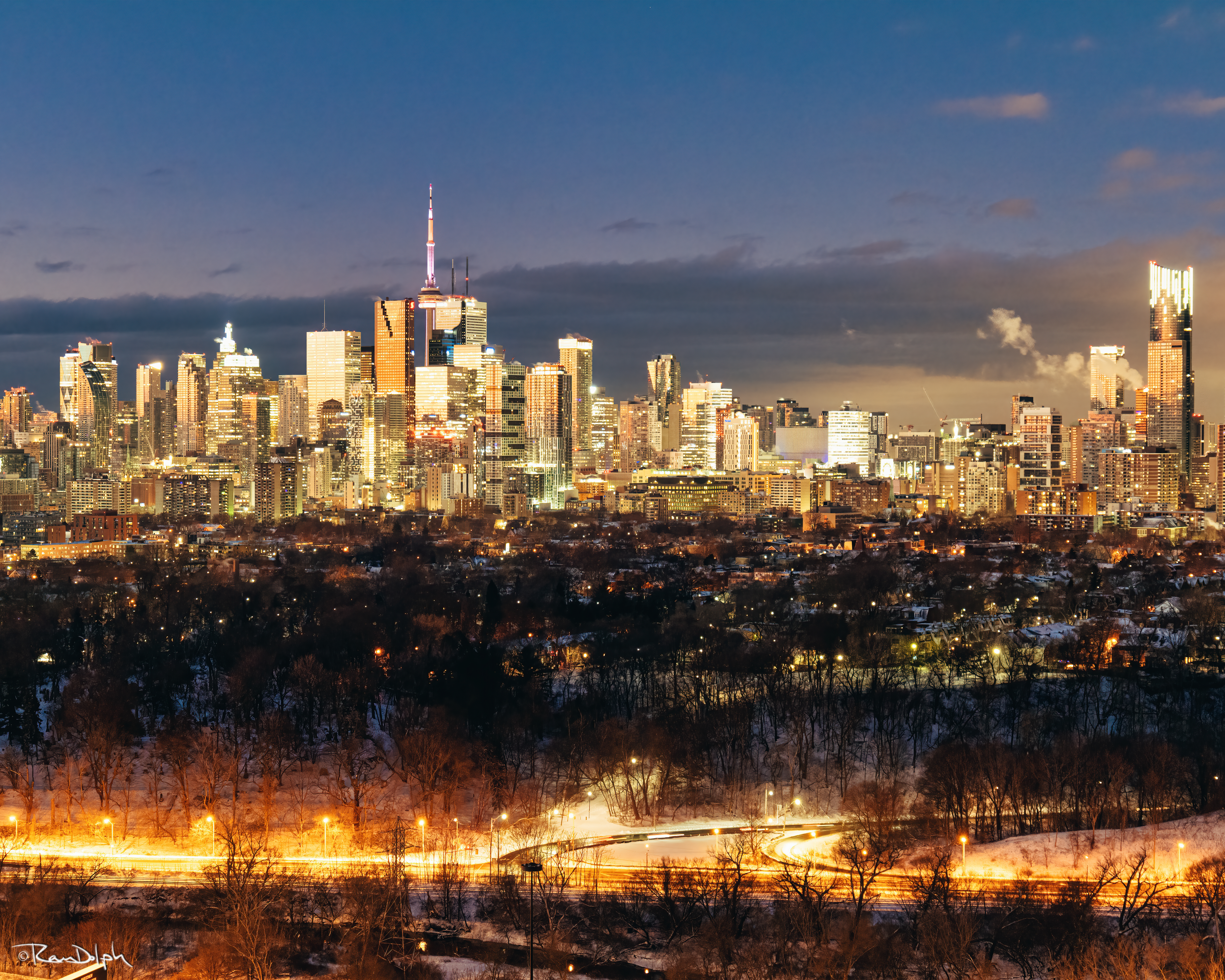
01.トロント（最大都市）
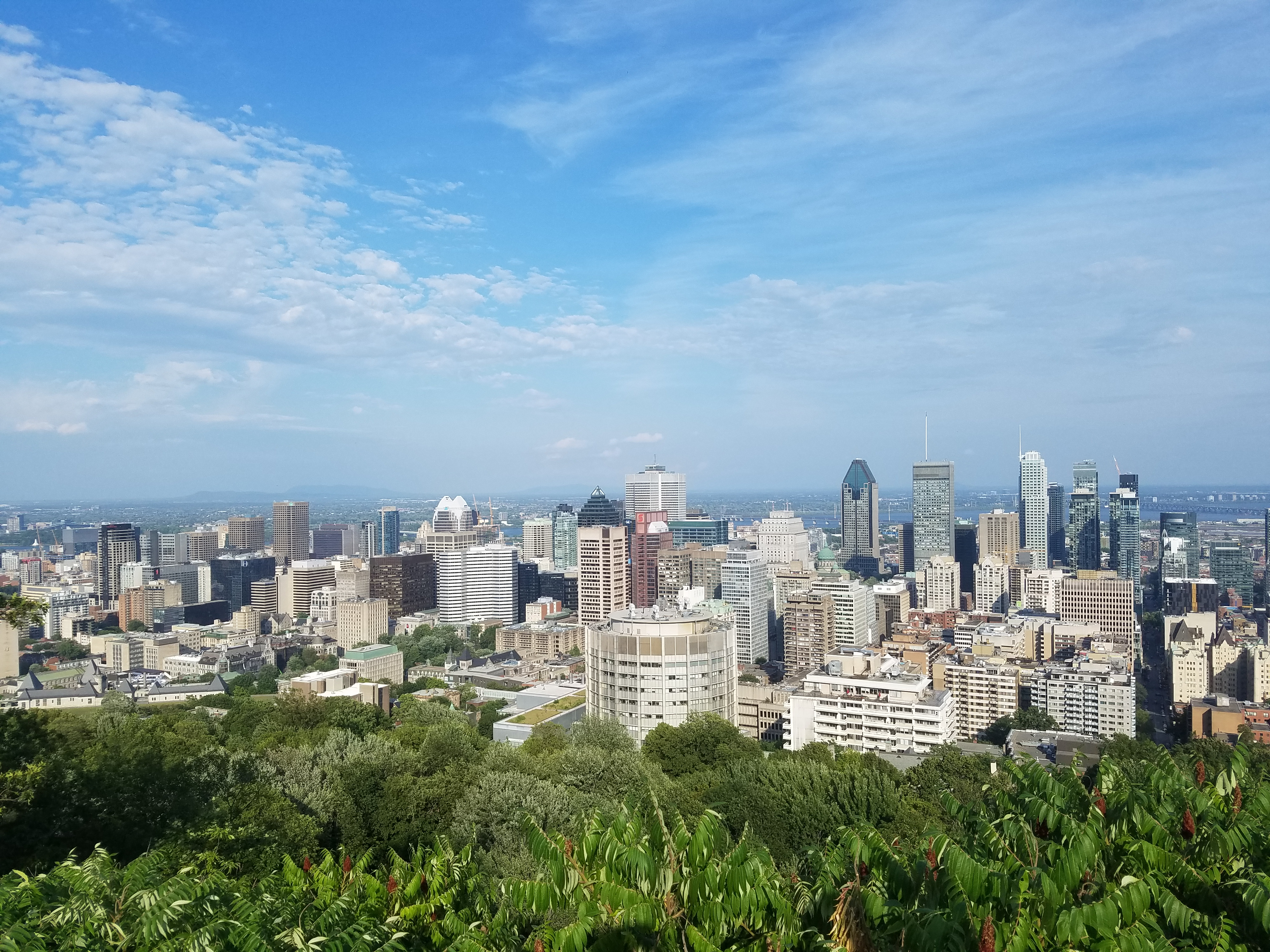
02.モントリオール
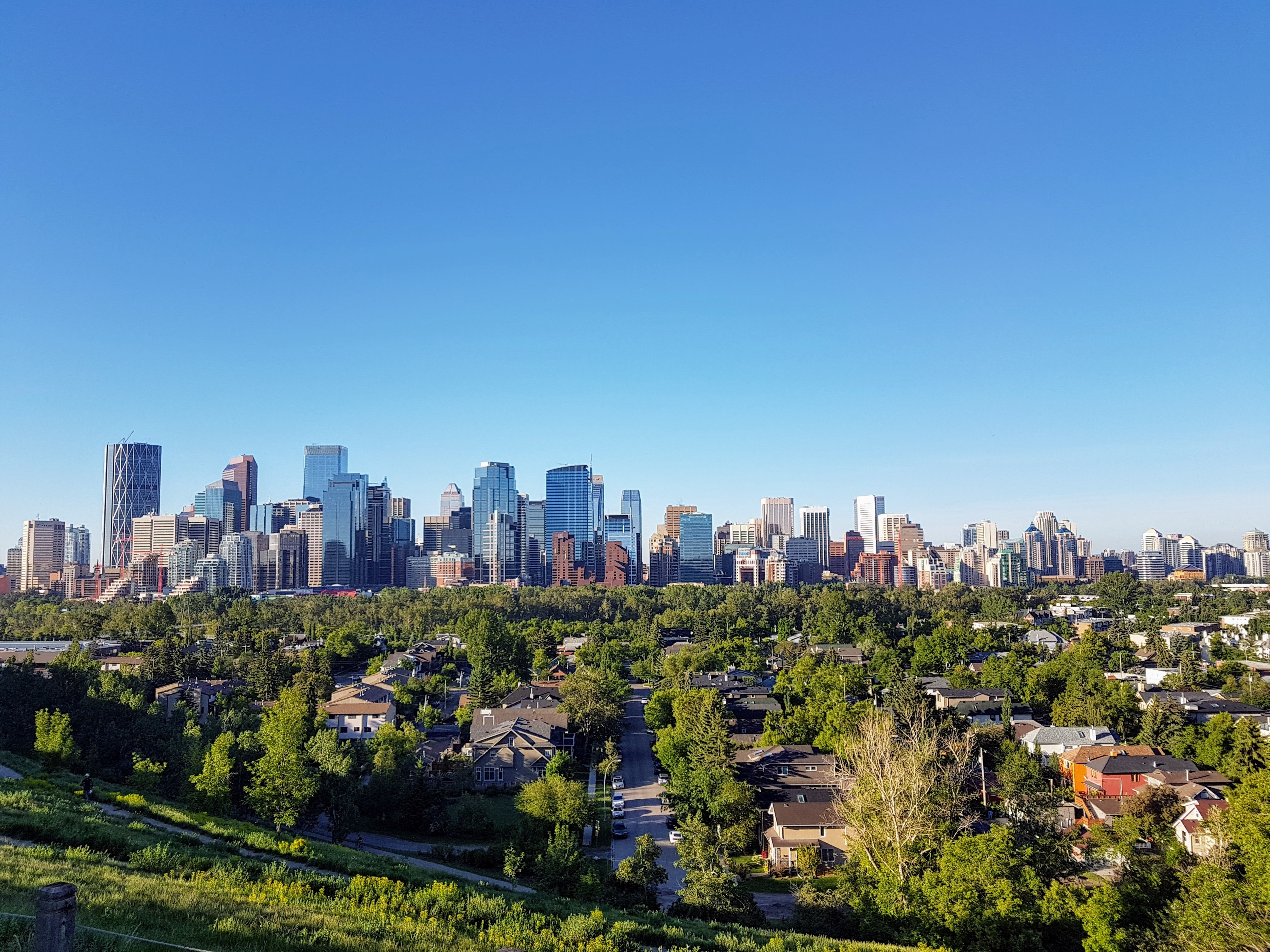
03.カルガリー
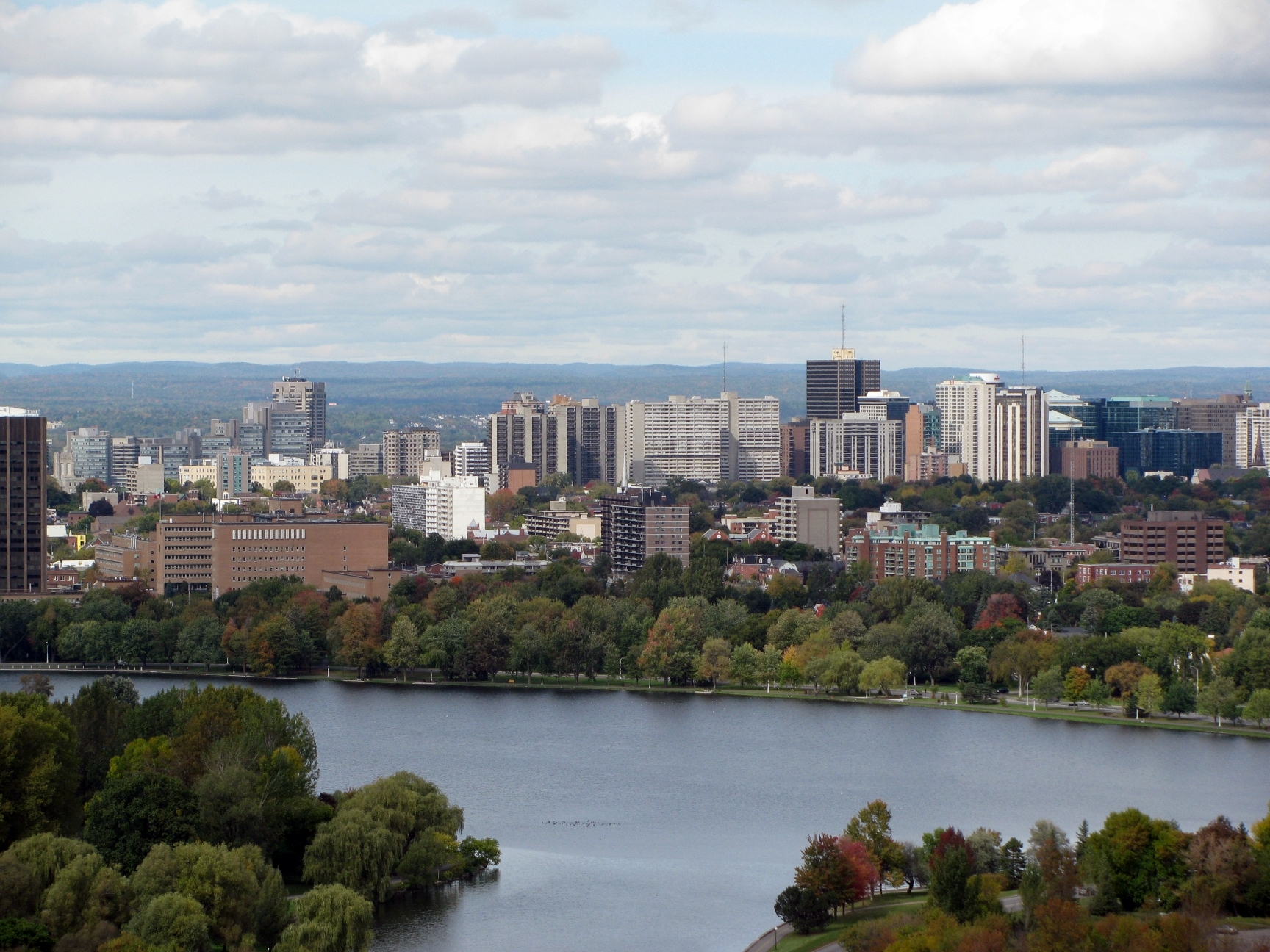
04.オタワ（首都）
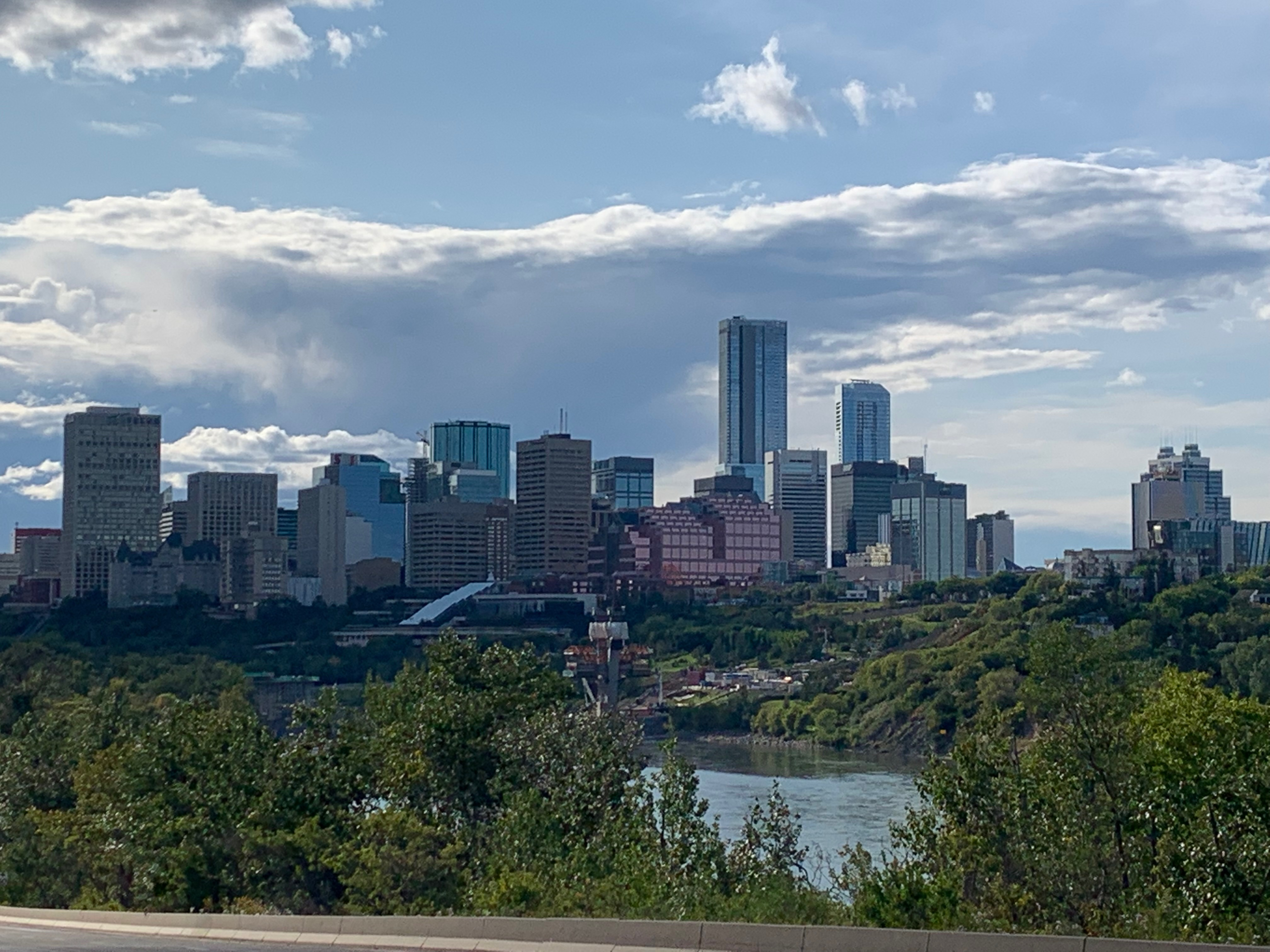
05.エドモントン

#### 都市圏人口

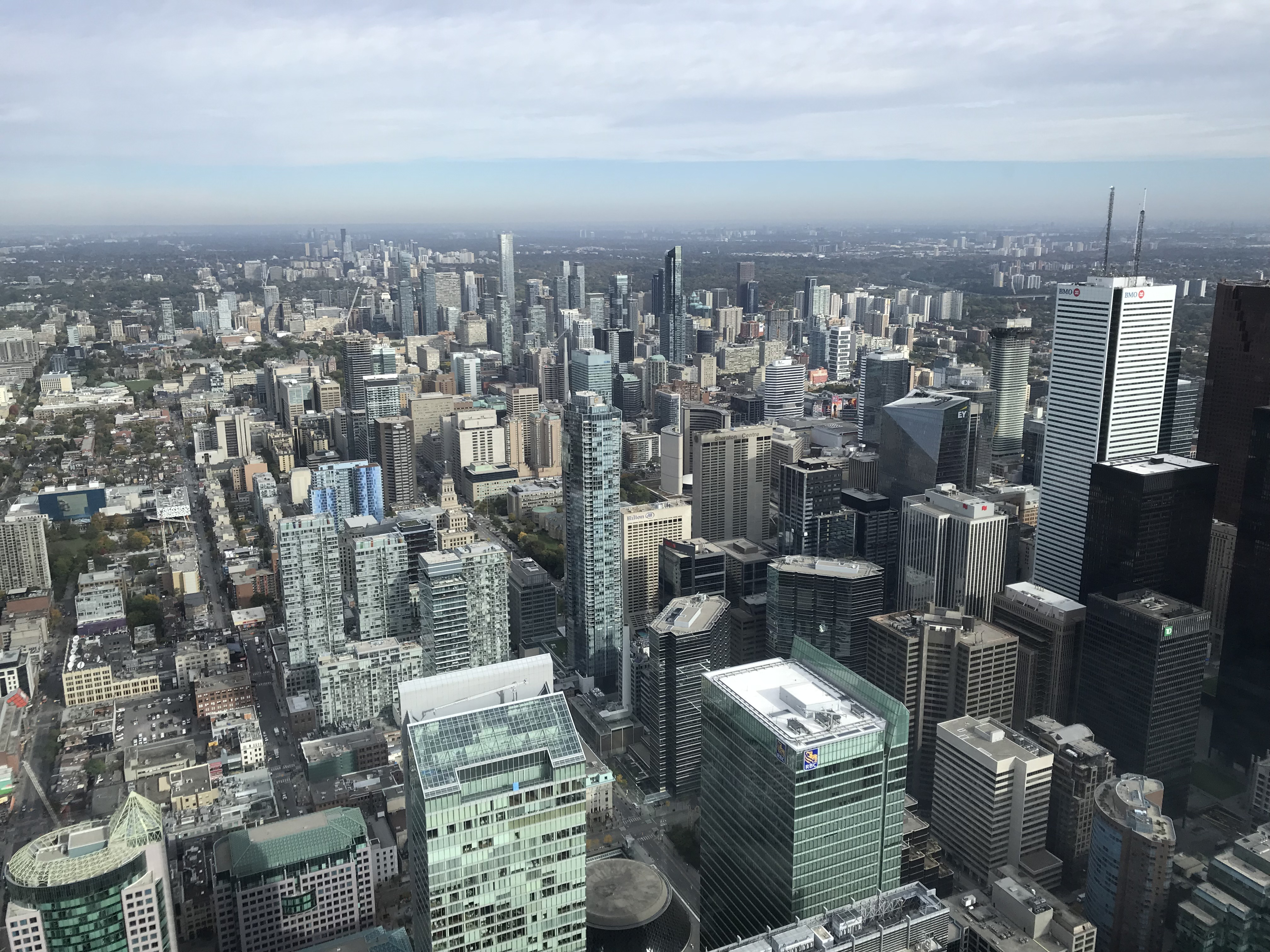
01.トロント
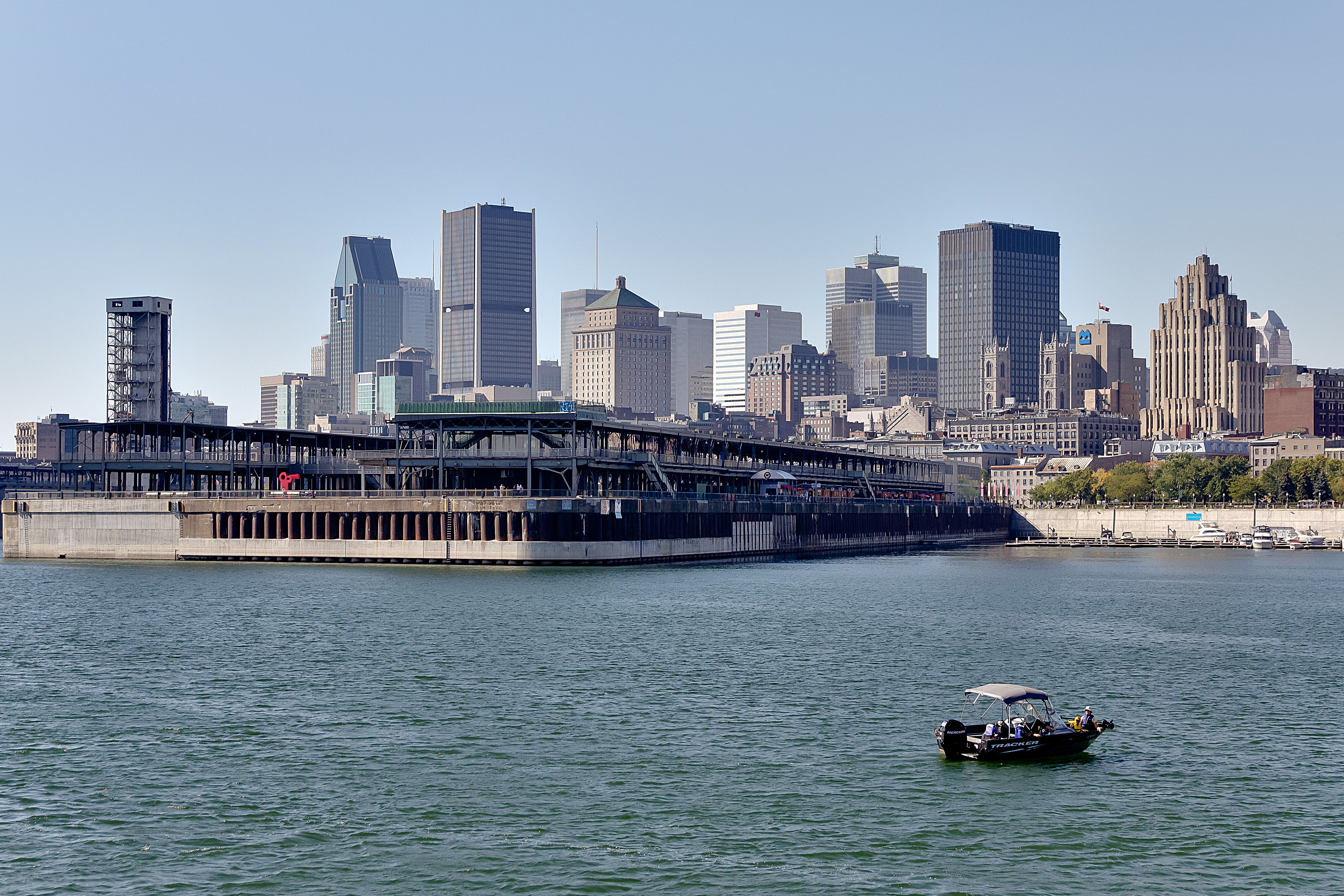
02.モントリオール
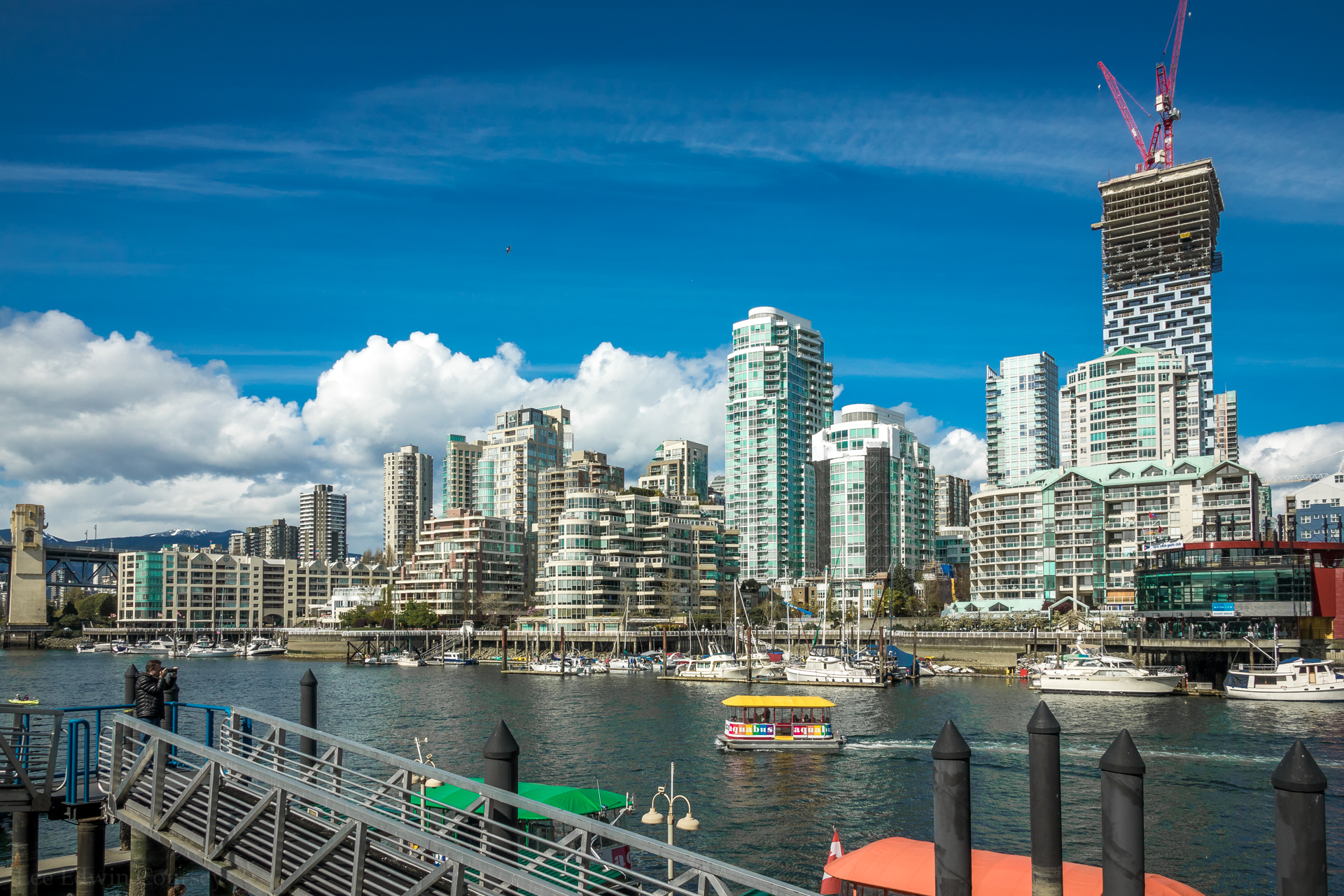
03.バンクーバー
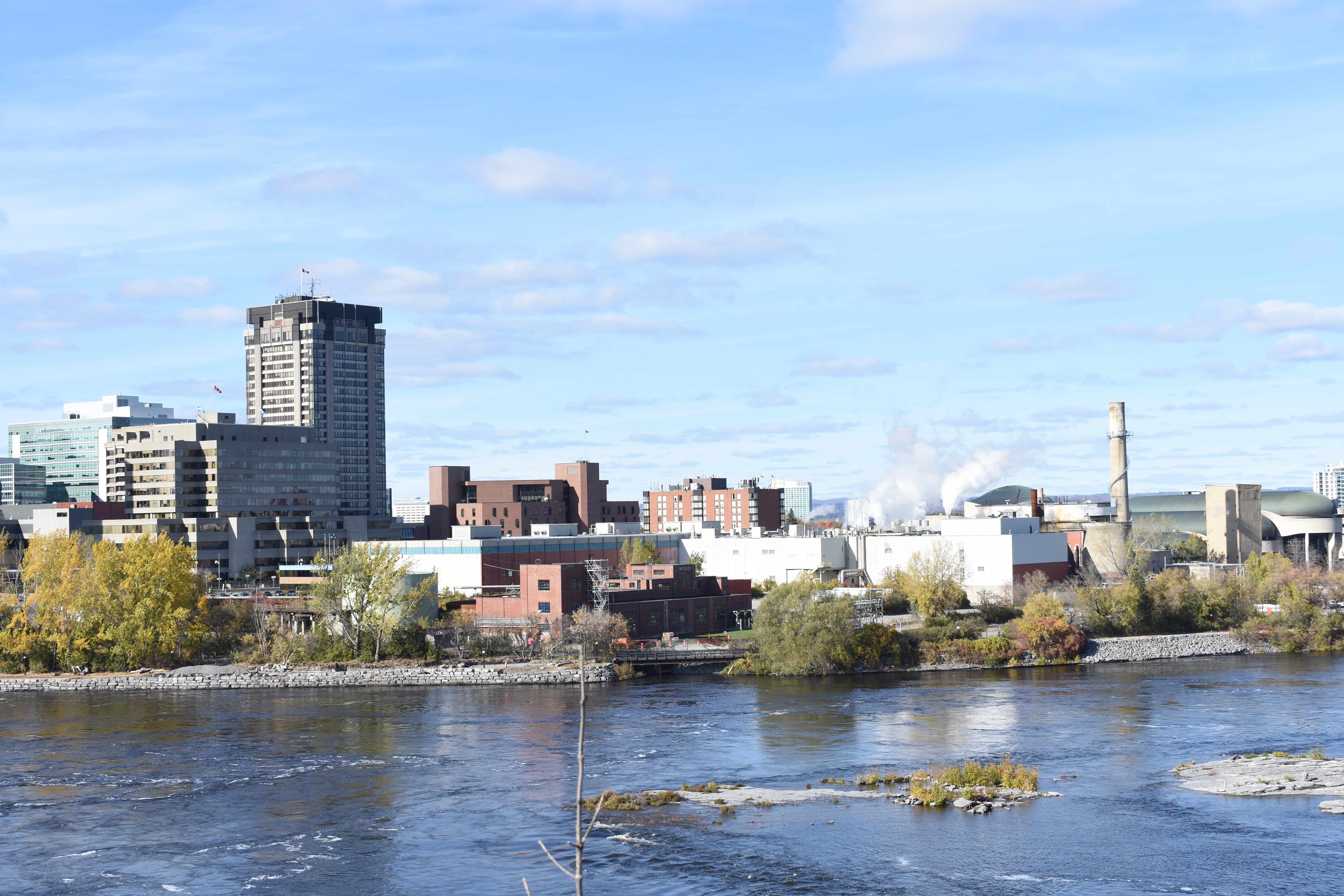
04.オタワ/ガティノー
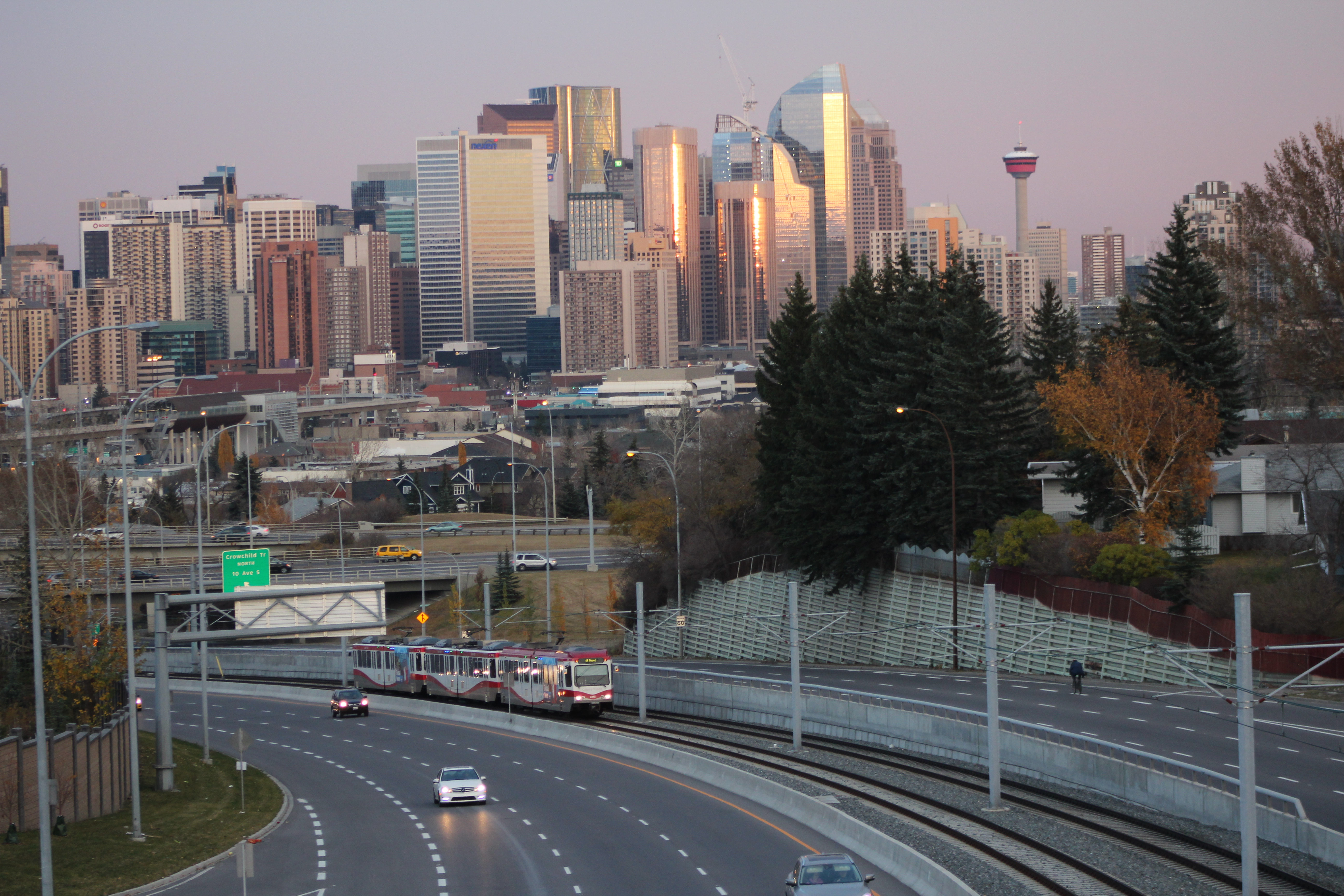
05.カルガリー

| 1              | トロント                                | オンタリオ州               | 6,202,225 |
| 2              | モントリオール                          | ケベック州                 | 4,291,732 |
| 3              | バンクーバー                            | ブリティッシュコロンビア州 | 2,642,825 |
| 4              | オタワ - ガティノー                     | オンタリオ州/ ケベック州   | 1,488,307 |
| 5              | カルガリー                              | アルバータ州               | 1,481,806 |
| 6              | エドモントン                            | アルバータ州               | 1,418,118 |
| 7              | ケベック                                | ケベック州                 | 839,311   |
| 8              | ウィニペグ                              | マニトバ州                 | 834,678   |
| 9              | ハミルトン                              | オンタリオ州               | 785,184   |
| 10             | キッチナー/ケンブリッジ/ウォータールー  | オンタリオ州               | 575,847   |
| 11             | ロンドン                                | オンタリオ州               | 543,551   |
| 12             | ハリファックス                          | ノバスコシア州             | 465,703   |
| 13             | セントキャサリンズ/ナイアガラフォールズ | オンタリオ州               | 433,604   |
| 14             | ウィンザー                              | オンタリオ州               | 422,630   |
| 15             | オシャワ                                | オンタリオ州               | 415,311   |
| 16             | ビクトリア                              | ブリティッシュコロンビア州 | 397,237   |
| 17             | サスカトゥーン                          | サスカチュワン州           | 317,480   |
| 18             | レジャイナ                              | サスカチュワン州           | 249,217   |
| 19             | シェルブルック                          | ケベック州                 | 227,398   |
| 20             | ケロウナ                                | ブリティッシュコロンビア州 | 222,162   |
| 2021年国勢調査 |                                         |                            |           |

- 01.トロント
- 02.モントリオール
- 03.バンクーバー
- 04.オタワ/ガティノー
- 05.カルガリー

## 経済

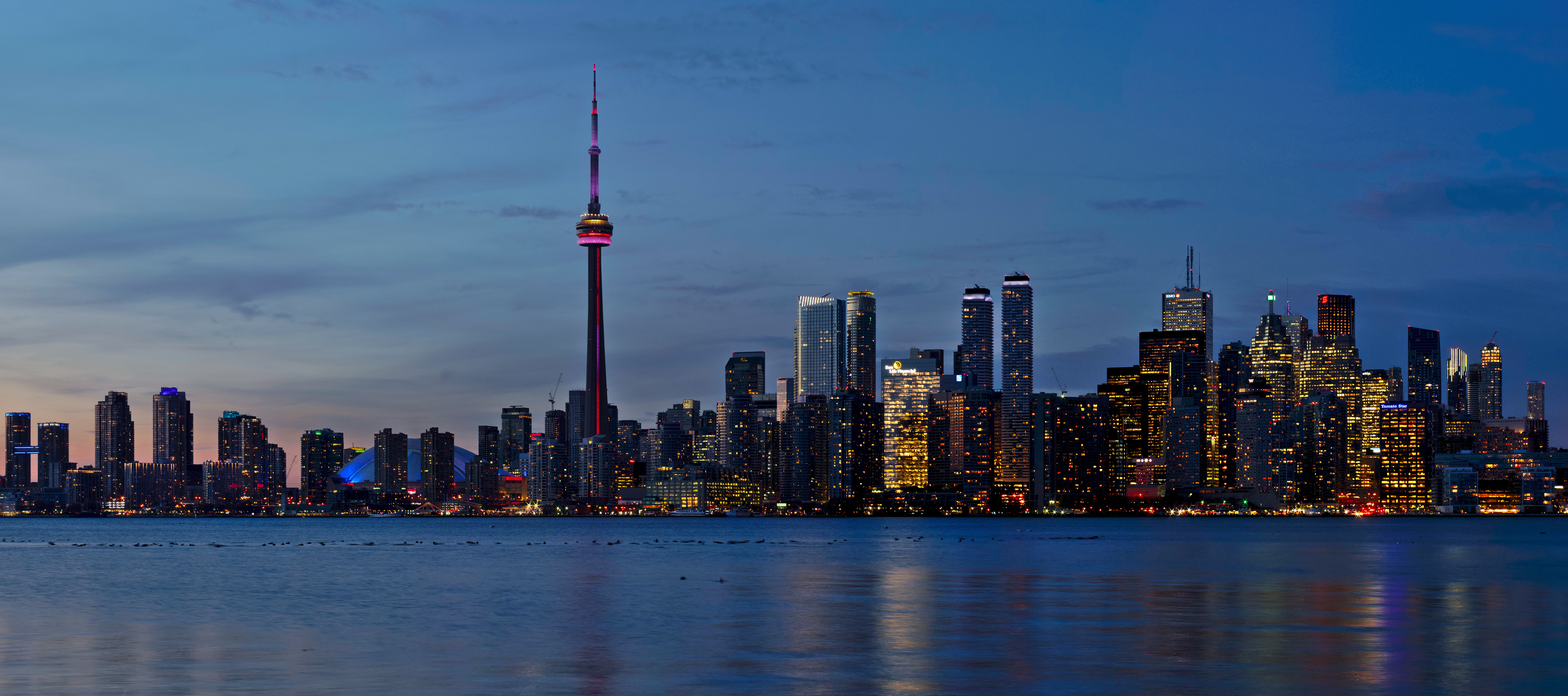
トロントのスカイライン。カナダ経済の中心地である。

国際通貨基金（IMF）によると、2010年のカナダの国内総生産（GDP）は1兆5,636億ドル（約130兆円）であり、世界第9位である。20世紀初めまで経済の主体は農業だったが、モントリオールやトロントが金融センターとなり、現在では世界有数の先進工業国となった。工業は自動車産業や機械産業が成長し、近年はIT産業が発展してきている。
カナダでは唯一の発券銀行として中央銀行のカナダ銀行があり、通貨カナダドルを発行・管理している。1カナダドル=100セントである。2012年3月29日にカナダ政府は実用性や製造コストなどの問題や理由により1セント通貨の製造を廃止することを発表している。
地球温暖化対策として、カナダは京都議定書に署名はしたものの2011年12月に脱退を表明した。2009年の気候変動実績指標では最下位のサウジアラビアに次ぐ59位であり、二酸化炭素排出量は10年前より25%も増えている。なお、続くパリ協定では2030年までに、2005年比で温室効果ガス排出量の30％を削減する目標が掲げられている。

### 鉱業
鉱物資源に非常に恵まれており、世界シェア10位に入る鉱物が17種ある。以下では2003年時点の統計データに基づく。有機鉱物資源では、天然ガス（6,565千兆ジュール、3位）、燃料となる褐炭（3,695万トン、9位）のほか、石炭（2,954万トン）と原油（9,111万トン）の産出量も多い。ダイヤモンドの産出量も1,120万カラットに及び、世界第6位である。
金属資源では、 ウラン鉱（1万トン、1位、世界シェア29.2%）、カリ塩鉱（820万トン、1位、世界シェア30.9%）、 イオウ（903万トン、2位）、鉄鉱（1,980万トン、3位）、銀鉱（1,309トン、3位）、タングステン鉱（2,750トン、3位）、ニッケル鉱（16万トン、3位）、亜鉛鉱（100万トン、4位）、コバルト鉱（4,304トン、5位）、塩（1,335万トン、5位）、鉛鉱（15万トン、5位）、金鉱（141トン、7位）、アンチモン鉱（143トン、8位）、銅鉱（56万トン、8位）が特筆される。このほか、マグネシウム鉱、リン鉱も採掘されている。銀は大不況 (1873年-1896年) のころからコバルトなどの工業用金属を選鉱するときに副産物として生産されており、世界的な供給過剰と価格の下落を引き起こした。
カナダは第二次世界大戦のころ、ベルギー領コンゴやチェコスロバキアと並ぶ世界的なウラン供給国であった。2000年においては日本の天然ウラン輸入元における取引額1位であった。
かつてはカナダ政府の所有するケープブレトン開発公社（CBDC）なども存在したが、現在では政府の鉱山開発事業は公共事業・調達省の担当となっている。

### 貿易

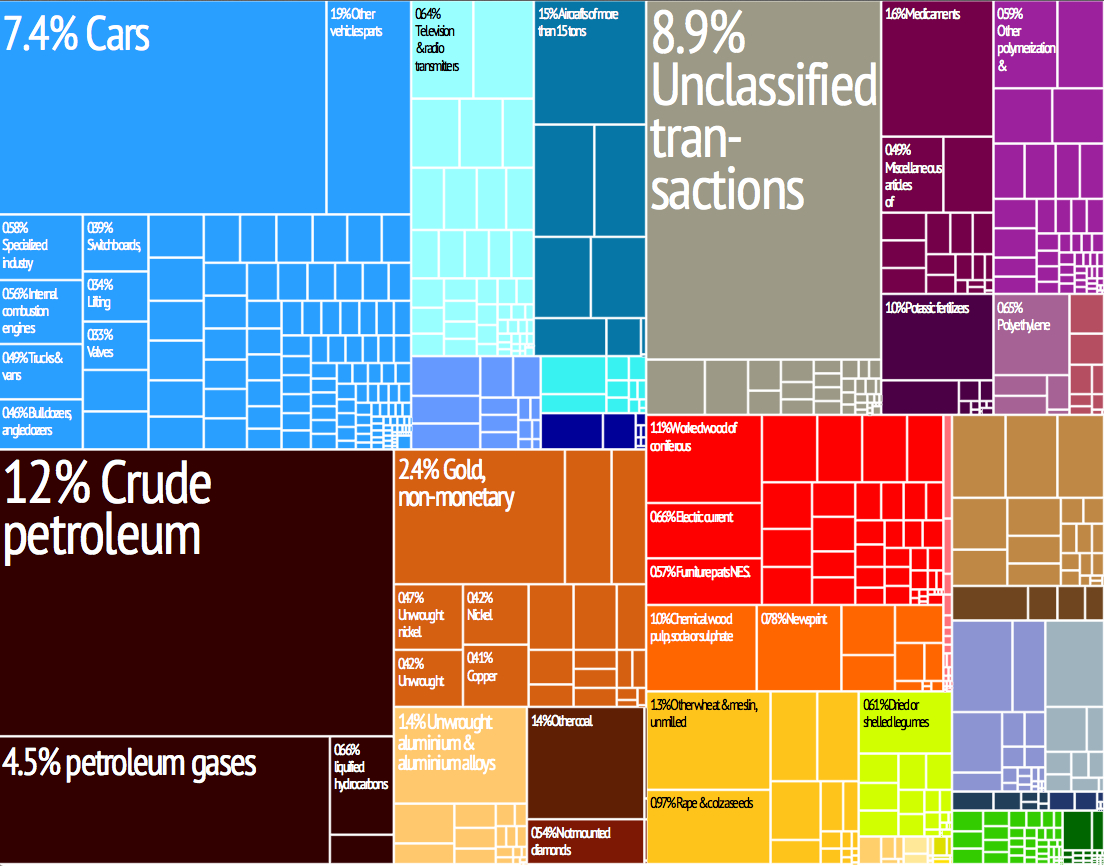
色と面積で示したカナダの輸出品目（2009年）

最大の貿易相手国はアメリカ合衆国で、輸出の5分の4以上、輸入の約3分の2を占める。鉱物、木材、穀物は現在も重要な輸出品だが、近年は工業製品が中心となっている。アメリカへの輸出品で最多のものは、自動車と関連部品である。1989年にアメリカとの自由貿易協定（FTA）が発効し、1994年にはメキシコも加わって北米自由貿易協定（NAFTA）が結ばれた。
アメリカ以外の主要輸出相手国は日本、イギリス、中国、メキシコ、ドイツ、イタリア、主要輸入相手国は中国、メキシコ、日本、イギリス、ドイツである。主要輸出品は、自動車および自動車部品、精密機器、原油、天然ガス、金属および金属製品、産業用機械、通信機器、化学製品、木材、パルプ、小麦、魚類（サケ類やイクラ、マグロなど）、メープルシロップなど。輸入品は自動車部品、自動車、機械、化学製品、コンピューター、原油、通信機器などである。

## 国民

カナダの人口動態

カナダの人口ピラミッド

カナダの人口は連邦化時点から単調増加を続けている。カナダでは社会保険番号が国民識別番号として運用される。

### 民族・人種
人種（2011年 カナダ国勢調査）
2011年国勢調査によると、ヨーロッパ系白人が76.7%、黒人2.9%、先住民4.3%、中南米系やアジア系などを含むその他が16.2%となっている。その他の内訳は東アジア系（4.8%）、南アジア系（4.8%）、東南アジア系（2.8%）、西アジア・アラブ系（1.8%）、ラテンアメリカ系（1.2%）、混血（0.5%）、その他（0.3%）となっている。カナダの人種統計では、白人、先住民族以外を有色人種と分類し、全人口の19.1%を占めている。先住民族はさらに北アメリカインディアン系をまとめた呼称であるファースト・ネーションズ (First Nations) （2.6%） 、インディアンとヨーロッパ白人の混血のメティ（1.4%）、エスキモー民族のイヌイットの3つに分類されている。
カナダとアメリカの人種構成の違いは、もともと黒人奴隷がほとんど存在しなかったために黒人（2.5%）が非常に少なく、イギリス系、フランス系が人口の半数を占めていることである。アメリカと同じくアイルランド系とドイツ系とイタリア系も多いが、カナダはウクライナ系が非常に多いのが特徴で、ウクライナ・ロシア以外では最大規模である。またアメリカで非常に多いスペイン語圏出身者が少ない。アジア系が多いといっても、カナダは大英帝国の植民地だった影響で大多数は南アジア系、中国系（特に香港など広東語圏）であり、逆にアメリカに多いアジア系の日系、韓国系、ベトナム系は比較的少ない。特にバンクーバーとトロントは巨大なアジア系人口を抱え、この2都市では白人は人口の半数弱を占めるにすぎない。一方、アフリカ系はおもにトロント、モントリオールに集中している。1999年に中国系のエイドリアン・クラークソン、続いて2005年にハイチ系のミカエル・ジャンが総督に就任するなど、リベラルな国民性も合わせて人種には寛容な姿勢を示している。移民の中には定住せず帰国したものも多かった。
中国系カナダ人は1850年代、ゴールドラッシュや鉄道建設の労働者としてカナダに流入したのが始まりである。カナダは中国系の排斥を意図して人頭税を課したり、中国系排斥を狙った中国人移民法を1920年代に成立させたりしている。これについて、カナダ政府は2006年に謝罪した。カナダには、政府関連事業に80万カナダドル（約7,500万円）を5年間無利子で融資した場合、永住権を獲得できるプログラムがあり、このプログラムに申し込む半数は中国系とされる。カナダではこの投資額を引き上げる動きがあり、中国系を排斥する意図があるのではないかと一部で指摘されている。2015年2月、中国人移民の急増に耐えかねたカナダ当局は、このプログラムを打ち切っている。
2006年の調査では住民の祖先は、イングランド系21%、フランス系15.8%、スコットランド系15.2%、アイルランド系13.9%、ドイツ系10.2%、イタリア系5%、中国系4%、ウクライナ系3.6%、オランダ系3.3%、ポーランド系3.1%、インド系3%である。また、3.8%のカナダ人が先住民族の血を引くと回答している。3分の1の国民が自らの民族をカナダ人であると主張しているが、移民である祖先の出身国の民族意識よりも、民族的アイデンティティそのものはもはやカナダ人であると主張する人たちであり、大多数はイギリス系とフランス系であると思われる。

### 言語
母語話者（カナダ）2011

カナダにおける英語と仏語使用地域。黄色は英語、茶色は仏語、薄茶色が両言語使用地域、白色は人口希薄地域を表す

英語（「カナダ英語」参照）とフランス語（「カナダ・フランス語」参照）が1969年に制定された公用語法によって認められている公用語である。この公用語法では、連邦政府における英語とフランス語が平等な地位にあることが定められた。連邦裁判所、連邦議会（カナダ国会）や連邦政府機関の全てで英仏2か国語が平等に扱われる。カナダ国民は、十分に需要がある場合には連邦政府の行政サービスを英語またはフランス語にて受ける権利があり、公用語の少数派側であっても、全ての州・準州にて教育を受ける権利が保障されている。
このような少数派側の権利は、民間サービスの隅々にも及んでいる。たとえば航空機の場合、旅客機内にフランス語を母語とする乗客が常時5％以上いる定期便では、航空会社は英語とフランス語の両方で機内サービスを提供するよう法律で定められている。
2006年国勢調査 によると、国民の約58%が英語、約22%がフランス語を第一言語としている。約98%が英語かフランス語のどちらかを話し（57.8%が英語のみを、13.3%がフランス語のみを、17.7%が両言語を話すことができる）、フランス語が主に使われている地域はケベック州、オンタリオ州のオタワなどの東部地域と北オンタリオ地方、ニューブランズウィック州のアカディア人の多い地域、およびマニトバ州の南部である。このうち、ケベック州はフランス語（「ケベック・フランス語」参照）のみを、ニューブランズウィック州は英語とフランス語を州の公用語とし、他州は英語のみを州の公用語としている。
なお、ユーコン準州では英語とフランス語が、ヌナブト準州では英語、フランス語、イヌクティトゥット語、イヌイナクトゥン語が、ノースウエスト準州では英語、フランス語、イヌクティトゥット語、イヌイナクトゥン語、クリー語、ドグリブ語、チペワイアン語、サウススレイビー語、ノーススレイビー語、グウィッチン語、イヌビアルクトゥン語も公用語となっている。
公用語以外の言語を使う住民も600万人ほどおり、中国語（広東語が多い）の話者が103万人、イタリア語が45万人、ドイツ語が44万人などである。また先住民の中には個々の部族の言語を使うものもいるが、多くの言語は段々と使われなくなっていく傾向にある。
カナダでは移民社会を構成しているため、200語以上の言語が国勢調査で母語として回答されている。中国語を母語とする人口は全体の3.3%であり、英語、フランス語に続く第3位の母語となっている。第4位はパンジャブ語であり増加中である。その他に母語として多いのはスペイン語、アラビア語、タガログ語、ウルドゥ語である。
カナダでは2か国語主義の国家ではあるものの、英語とフランス語の両方で会話ができるのは人口の17.4%である。ケベック州在住の英語話者の69%はフランス語も話すことができ、ケベック州以外に在住のフランス語話者の83.6%が英語も話せる。

### 婚姻

#### 市民結婚法
カナダでは、2005年7月20日に「市民結婚法（Civil Marriage Act）」が成立し、結婚を「すべての他人を除外した2人の人物の合法的な連合」と定義している、つまり異性間の結婚と同性間の結婚に区別がなく、現在世界でもっとも容易に同性結婚をすることが可能である。

### 宗教
宗教構成（カナダ）
2001年の国勢調査によると、キリスト教徒が多数（77%）を占める。内訳はアングロアメリカ圏でありながら、カトリックが43.2%ともっとも多い。次にプロテスタントが29.2%、正教会・東方諸教会が1.6%となっている。
ムスリムが2%、ユダヤ教徒が1.1%、仏教徒が1.0%、ヒンドゥー教徒が1.0%、シーク教徒が0.9%。無宗教は16.5%である。
プロテスタントの力が政治的にも文化的にも強い影響力を持っているアメリカ合衆国と比べると、カナダはより世俗的である。これは教会出席率にも表している。アメリカ合衆国では毎週教会に通う人の割合が43%で、まったく通わない、もしくはほとんど行かないという人の割合はわずか8%である。一方、カナダでは毎週教会に通う人の割合が20%にとどまり、全く通わない、もしくはほとんど行かないという人の割合は38%と逆転している。

### 保健
各州が運営するMedicareにより、一般税収を原資とした公費負担医療が実施されている。診察などは無料提供されているが、薬剤などを含む医療費における自己負担率は30%ほどである。

## 社会

### 分離主義運動
カナダ国内では、これまで同国の連邦からの脱退や独立を要求するなどの様々な動きが生起している。
また、歴史上では隣国併合主義を唱える者も現れており、カナダ本土を米国へ併合する為の運動も過去に起こされた事がある。

## 治安
カナダは一般的に「治安が良い」と言われているが、犯罪発生率（人口10万人当たりの犯罪認知件数）が日本の約5倍の水準となっているのが現状である。
一般犯罪は空港やホテル、レストランなどで旅行者を狙ったスリや置引きなどが多発している。同国は米国ほど銃器の所持が自由ではないものの、米国と国境を接しているため銃の密輸が後を絶たず、銃器を使用した強盗などが増加傾向にあり、在留邦人が銃器で脅される被害も発生している。最近ではギャング絡みの発砲・暴力事件も発生している他、夜間に銃器や刃物で通行人を脅したり背後から襲い暴行を加えたりして所持品を奪うといった強盗事件も発生しており、滞在時における外出は安易に行わないよう用心する必要が求められる。
なお、近年発生した事案としては2014年10月にケベック州で発生した兵士轢き逃げ死亡事件、同じくオタワ市中心部で発生した守衛兵士銃殺及び連邦議事堂内侵入事件、2017年1月にケベック市で発生したイスラム文化センターでの銃乱射事件、同9月にエドモントン市で発生したテロ容疑事件、2022年9月にサスカチュワン州で発生した刃物襲撃事件などが挙げられる。

### 法執行機関

#### 警察
カナダには刑事法執行に専念する州組織が2つしかないため、多くの警察が大規模な技術犯罪または金融犯罪に特化した捜査部隊を維持している。
また連邦政府は王立カナダ騎馬警察（RCMP）、カナダ軍憲兵（CFMP）、VIA鉄道警察サービス（VRCPS）の 3つの警察部隊を管轄・維持している。

### 人権
人権に対する法案や制度は、第二次世界大戦以前や同大戦時まで深く注目されていなかったが、終戦と共に見直されている。現代のカナダにおける人権制度の基盤となっているのは1982年に制定された『権利と自由の憲章』である。
20世紀までに起きたカナダ政府・社会による人権侵害としてはカナダの先住民寄宿学校問題や、同じ大英帝国臣民であるインド人がカナダ上陸を拒まれた駒形丸事件などがある。

## 文化

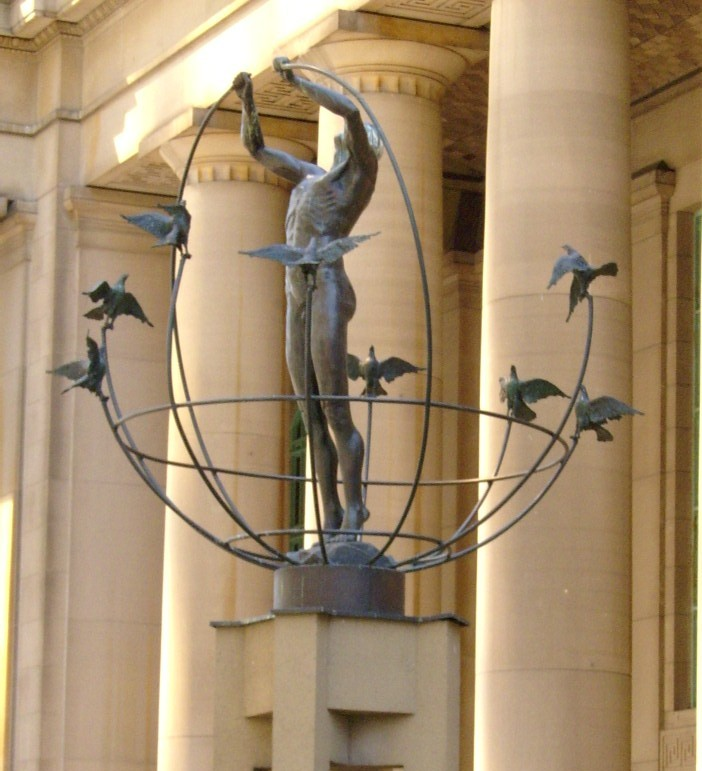
トロントに在る多文化主義の記念碑。
フランチェスコ・ピレリの彫像作品である。

カナダの文化はしばしば「進歩的、多様で、多文化主義的」 とされる。先住民の文化から、移住してきたヨーロッパ系の文化、さらに近年の様々な国からの移民の持ち込む幅広いものが含まれ、混じり、重なり、形成されている。その中で政治的にも多文化主義が憲法で守られ、政策的にも推進されてきた。ケベックでは文化アイデンティティーは強く、仏語話者の評論家はケベック文化は英語圏と違った独自性を持つと強調する。しかしながらカナダは全体として、「文化のモザイク」（様々な人種・民族や地域文化が共存する）を形成しているとされる。国の政策でもユニバーサルヘルスケア、富の再分配のための高い税金、死刑廃止、貧困撲滅への努力、多文化主義推進、厳しい銃規制、同性結婚合法化などが挙げられ、カナダの政策や文化上の社会的価値観を反映している。カナダ料理の多様性は、カナダの経済社会がサラダボウル化していることを特に分かりやすく表現している。

### 文学
『赤毛のアン』の作者L・M・モンゴメリはカナダの文学者である。またサイバーパンクSF作家であるウィリアム・ギブスンはアメリカ合衆国出身だが、徴兵を拒否しカナダに移住したため、「カナダの作家」として扱われることがある。また、マーガレット・アトウッドもカナダの作家である。

### 音楽

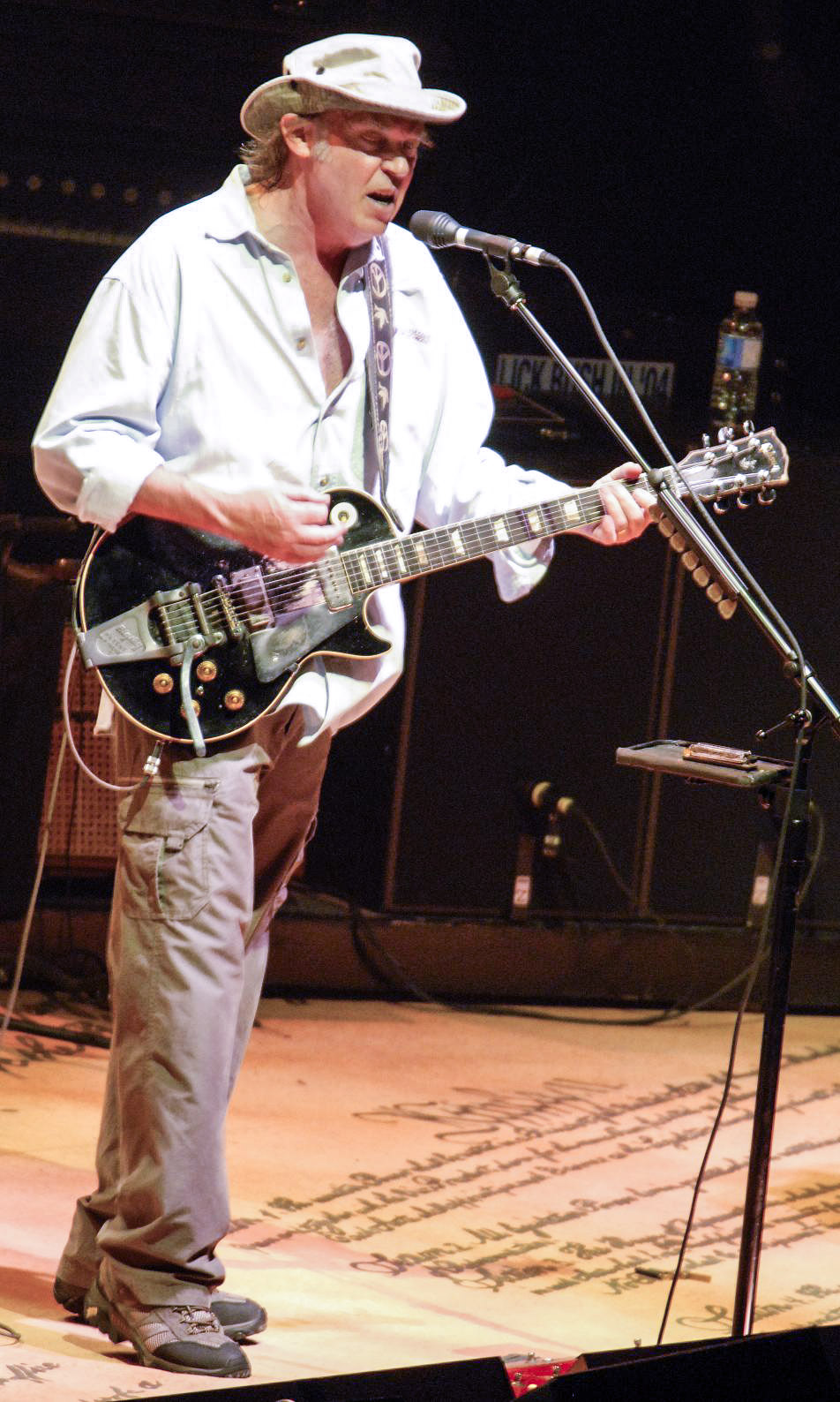
ニール・ヤング

カナダの音楽は先住民族やヨーロッパからの移民をはじめとし、様々な人々によって創造・継承されてきた。1600年代以降より、カナダでは国際的に著名な作曲家、演奏家などの音楽家を輩出してきた。17世紀以降では教会や集会所、邸宅の大広間、学校、コンサートホール、レコード会社、ラジオ・テレビ局など様々な音楽のインフラが形成されてきた。これらはアメリカ合衆国の音楽からの影響を大きく受け ながらも、ロックでは「カナディアン・ロック」というジャンルを生み出した。
ポピュラー音楽やロックの分野ではニール・ヤングやジョニ・ミッチェル、ザ・バンドらの優れたミュージシャンを輩出した。また、ゴードン・ライトフット、ゲス・フー、BTO、レナード・コーエン、アン・マレー、ラッシュ、ポール・アンカ、セリーヌ・ディオン、ニッケルバック、ダニエル・パウター、ドレイクらもカナダ出身である。ジャズでは、オスカー・ピーターソンが国際的に成功した。
カナダ記録芸術科学アカデミー（Canadian Academy of Recording Arts and Sciences）がカナダの音楽産業を代表し1970年よりジュノー賞の授与を行っている。またカナダにおける音楽の放送はカナダ・ラジオテレビ通信委員会によって規制されている。
クラシック音楽の分野では、20世紀半ばに活躍したマレイ・アダスキン、ジョン・ワインツワイグなどが著名である。また、モントリオール交響楽団はシャルル・デュトワが指揮者を務めている間に実力を高め、北米大陸屈指のオーケストラとして知られるようになった。作曲家のマリー・シェーファーはサウンドスケープの提唱者であり、『魔法の歌（マジック・ソングズ）』『ガメラン』などの作品がある。
そのほか、カナディアン・カントリーミュージック賞、ケベック音楽に授与されるフェリックス賞など、様々なジャンルの音楽に授与される音楽賞が設けられている。

### 美術

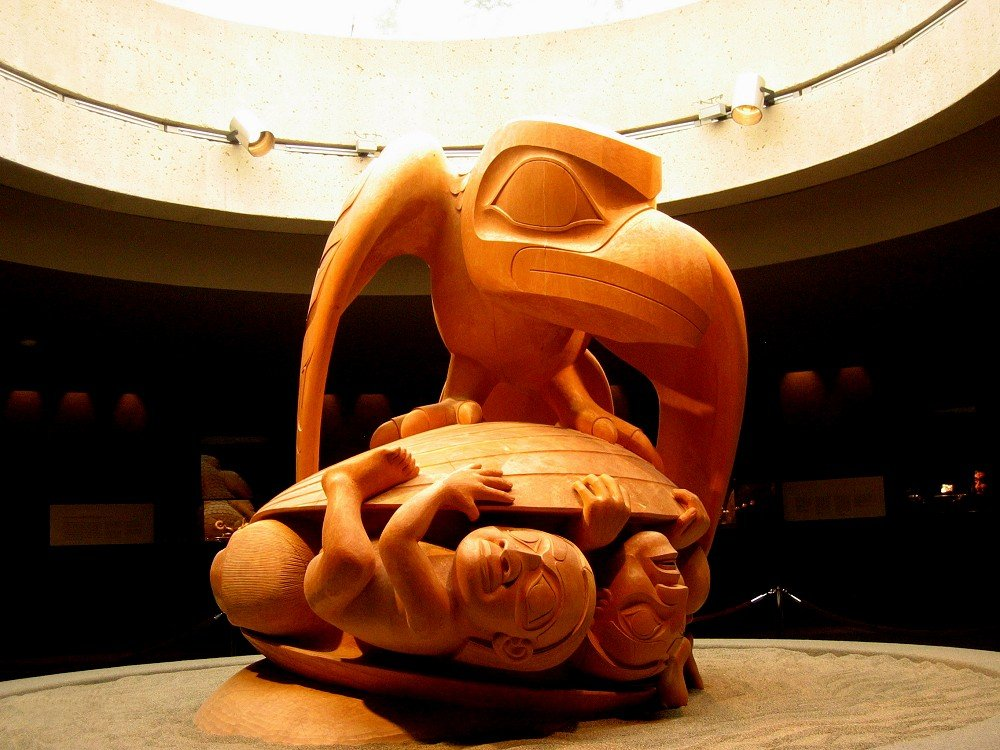
ビル・リードの1980年の作品『ワタリガラスと最初の人類』。
ワタリガラスは先住民に共通した伝説に伝わる動物である

### 映画
カナダは公用語として英語とフランス語の両方を採用しており、両言語の映画が制作されている。なお、カナダにおける映画制作の主な拠点となっているのは、トロント、モントリオール、バンクーバーである。トロント国際映画祭、モントリオール世界映画祭などの映画祭が開催されている。連邦政府が設立したカナダ国立映画庁（National Film Board of Canada）も、アニメ映画やドキュメンタリー映画の製作で国際的に有名である。

### 世界遺産
カナダ国内には、ユネスコの世界遺産リストに登録された文化遺産が5件、自然遺産が6件存在する。さらにアメリカ合衆国にまたがって2件の自然遺産が登録されている。

### 祝祭日
カナダの祝日は、おおむねカトリックに傾くものほど数が多い。世界史全体において、そのような祝日はプロテスタントの隆盛に伴って減らされてきた。
| 日付                  | 祝祭日 （英語 / 仏語）                                | 備考 |
| --------------------- | ----------------------------------------------------- | --- |
| 1月1日                | 元日 New Year's Day jour de l'An                      | 法令による。 |
| 復活祭の直前の金曜日  | 聖金曜日 Good Friday vendredi saint                   | 法令による。4月になることが多い（「イースター」参照）。 |
| 復活祭の翌日          | イースター・マンデー Easter Monday lundi de Pâques    | 4月になることが多い（「イースター」参照）。 |
| 5月25日の直前の月曜日 | ヴィクトリア・デー Victoria Day fête de la Reine      | ヴィクトリア女王の誕生日と現在の国王誕生祭（Sovereign's birthday、fête de la Reine、王朝節）。法令による。ケベック州では、パトリオットの祝日（fête des patriotes）として祝う。パトリオットの祝日は、愛国者の反逆（Patriotes Rebellion）の記念日。 |
| 7月1日                | カナダ・デー Canada Day fête du Canada                | カナダ建国記念日。法令による。1867年の英領北アメリカ法による3つの植民地の連邦自治開始（カナダ建国）を記念する日。 |
| 9月の第1月曜日        | レイバー・デー Labour Day fête du travail             | 法令による。労働者の日。 |
| 10月の第2月曜日       | 感謝祭 Thanksgiving action de grâce                   | 法令による。アメリカとは異なる月に祝う。 |
| 11月11日              | リメンバランス・デー Remembrance Day jour du souvenir | 第一次世界大戦終結の記念日。州によって祝日では無い事がある。 |
| 12月25日              | クリスマス Christmas Noël                             | 法令による。 |
| 12月26日              | ボクシング・デー Boxing Day lendemain de Noël         | 法令による。 |

※この他にも、いくつかの州で設定されている祝日や、州ごとに設定された祝日がある。
- 2月第3月曜日「ファミリー・デー」（Family Day）[65]
  - アルバータ州、オンタリオ州、サスカチュワン州で設定。ブリティッシュコロンビア州では2月第2月曜日。マニトバ州では「ルイ・リエル・デー」、プリンスエドワード州では「アイランダー・デー」として設定されている。
- 8月第1月曜日「シビック・ホリデー」（Civic Holiday）[66]
  - ブリティッシュコロンビア州（ブリティッシュコロンビア・デー）、ニューブランズウィック州（ニューブランズウィック・デー）、ノースウエスト準州（シビック・ホリデー）、ヌナブト準州（シビック・ホリデー）、サスカチュワン州（サスカチュワン・デー）として設定されている。アルバータ州、マニトバ州、オンタリオ州、ノバスコシア州、プリンスエドワード州では雇用主によって休日となる。ニューファンドランド・ラブラドール州、ケベック州、ユーコン準州では休日ではない。

### スポーツ
カナダはイギリス連邦の一員であるが、スポーツ文化においては旧宗主国であるイギリスの影響は薄い。隣国のアメリカ合衆国とも一線を画す独自のスポーツ文化が存在する。冬季オリンピックは、1988年カルガリー大会と2010年バンクーバー大会の2度開催されており、夏季オリンピックは1976年モントリオール大会で1度開催されている。なお、パンアメリカン競技大会もこれまでに3度開催されている。
アイスホッケー

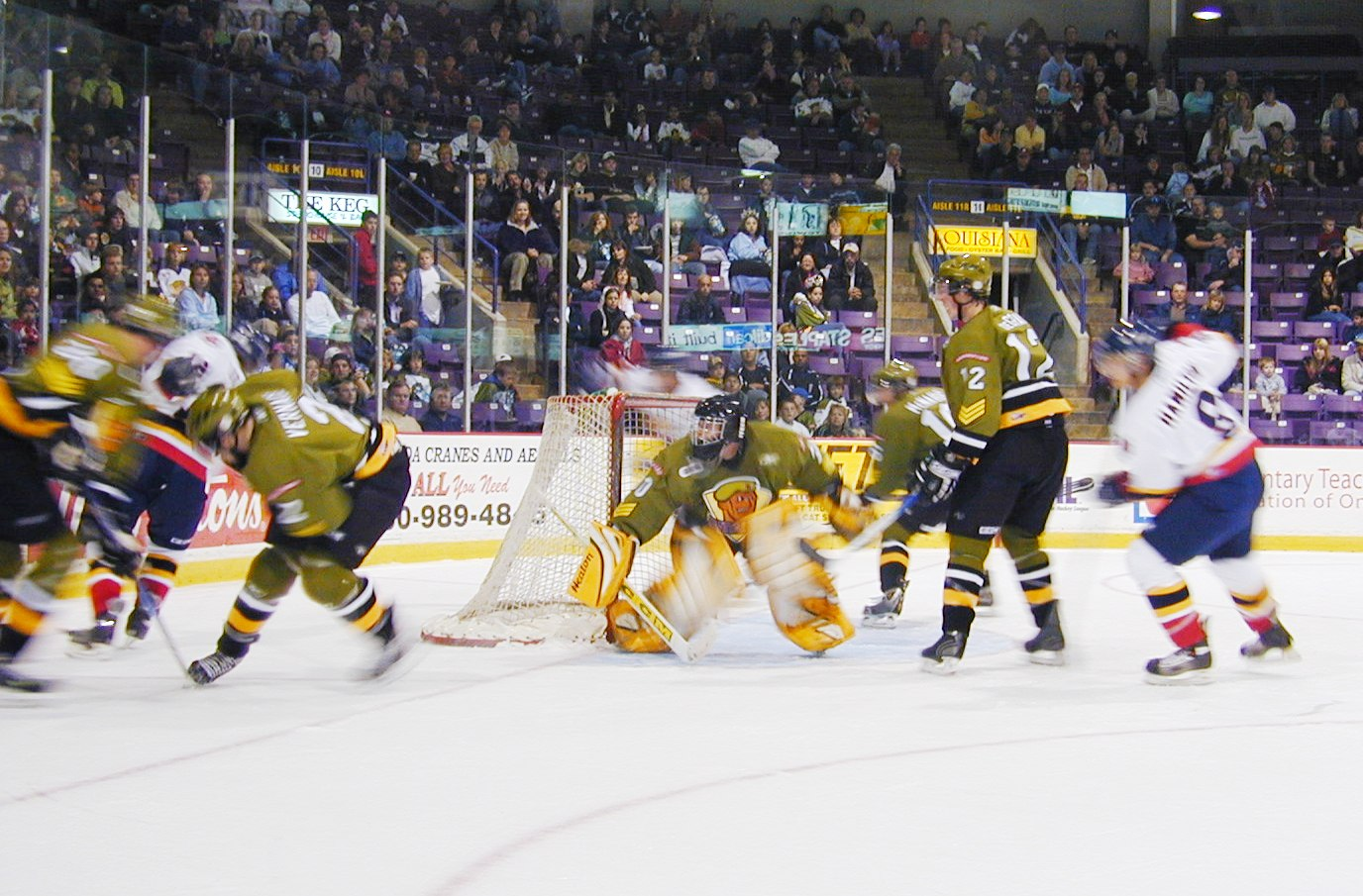
アイスホッケーはカナダの国技で、最も盛んな競技である。

カナダ国内ではアイスホッケーは圧倒的に一番人気のスポーツとなっており、カナダの国技にも制定されているほどである。カナダの国土はアイスホッケーに非常に適した自然環境であり、冬の間は子供から大人までが娯楽でアイスホッケーを楽しむ。約58万人のカナダ人がアイスホッケーの競技者登録をしており、国内にはホッケー選手230人に一つの割合でインドアのアイスホッケーリンクが存在している。北米最大のプロリーグであるNHLは、1917年にカナダで設立された後アメリカへと拡大した。リーグはカナダから7チーム、アメリカから24チームの計31チームからなる。なお、NHL選手の半数以上がカナダ人である。
アイスホッケーカナダ代表は、オリンピックでは初採用となった1920年のアントワープ五輪から1952年のオスロ五輪まで7大会で金メダル6度、銀メダル1度の圧倒的強さを誇っていたものの、ソ連やヨーロッパ諸国の台頭に伴って長らく金メダルから遠ざかった。2002年のソルトレイクシティ五輪では50年ぶりの金メダルを獲得し、2010年の地元開催となったバンクーバー五輪では、男女代表ともに金メダルを獲得するなど王国復活を印象付けた。

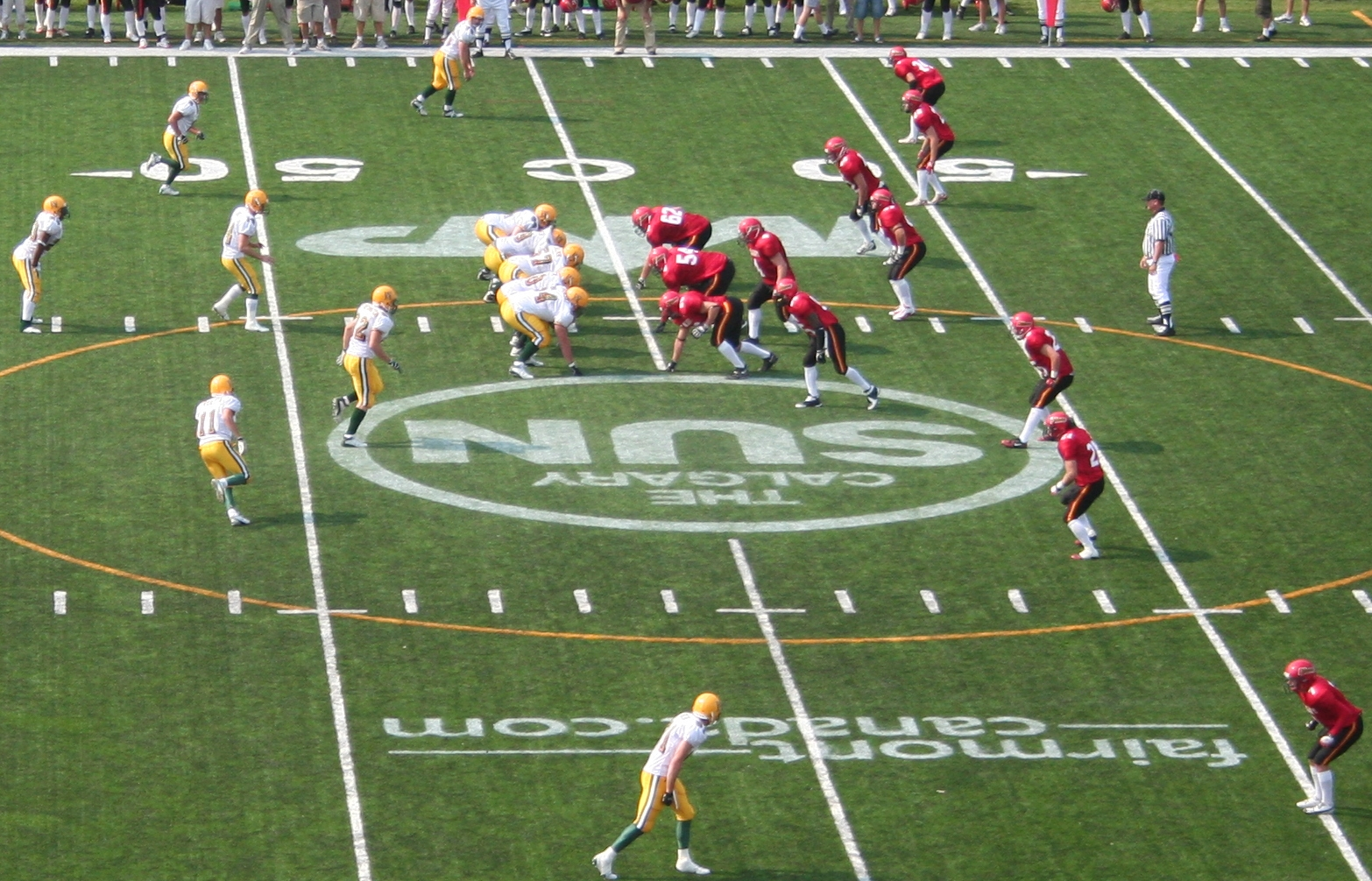
カナディアンフットボールの試合

カナディアンフットボール
カナディアンフットボールはカナダでは単にフットボールと呼称し、隣国のアメリカ合衆国で盛んなアメリカンフットボールに非常によく似たスポーツである。カナダ国内ではアイスホッケーに次いで2番目に人気のあるスポーツであり、国内8チームからなるプロリーグカナディアン・フットボール・リーグ（CFL)）の優勝決定戦グレイ・カップはカナダ最大のスポーツイベントである。
サッカー
旧宗主国であるイギリスの国技のサッカーの人気は、カナダでは1990年代ごろまでは移民を除きあまり高くなかった。しかし、近年はFIFAワールドカップやUEFA欧州選手権、UEFAチャンピオンズリーグなどのテレビ中継で人気が高まり、サッカーに対する認知度も徐々に上昇している。大会開催中には自身、または親世代の出身国チームの応援をする人々が増えており、各民族コミュニティでは集まってテレビ観戦するなどの機会が増えている。
2007年にはメジャーリーグサッカー（MLS）で初めてアメリカ合衆国外を本拠地とするトロントFCが誕生し、MLSの中で最多の観客動員数を誇っている。2011年にはバンクーバー・ホワイトキャップス、2012年にはモントリオール・インパクトが参入した。これまで、カナダにはセミプロしか存在していなかったが、2019年に国内プロサッカーリーグのカナダ・プレミアリーグ（CPL）が創設された。CPLはカナダサッカー協会が主催し、「昇降格制」のある、いわゆる「ヨーロッパ式」のリーグとなっている。また、2026年に予定されている2026 FIFAワールドカップの共同開催国にもなっており、カナダサッカー界は益々の盛り上がりを見せている。
ナショナルチームでは男子代表は1986年のワールドカップで初出場したが、3戦全敗でグループリーグ敗退となった。さらに2022年のワールドカップでは36年ぶり2度目となる出場を決めた。しかし本大会ではまたも3戦全敗でグループ最下位での敗退となった。他方で女子代表は世界の強豪国の一つとして知られており、2012年ロンドン五輪と2016年リオ五輪で銅メダルを獲得し、2021年東京五輪では優勝して悲願の金メダルに輝いた。
世界的に有名なカナダ人のサッカー選手としては、バイエルン・ミュンヘンのアルフォンソ・デイヴィス（リベリア系）や、ユヴェントスのジョナサン・デイヴィッド（ハイチ系）、マジョルカのサイル・ラリン（ジャマイカ系）など、いずれも国外にルーツを持つ選手である。
バスケットボール
バスケットボールの考案者は、カナダ人のジェームズ・ネイスミスであり、カナダの人気スポーツのひとつとなっている。特にノバスコシア州やオンタリオ州の南部で盛んである。トロントを本拠地としている1995年に設立されたNBA・トロント・ラプターズは2022年時点、アメリカ合衆国外に本拠地を置く唯一のNBAチームである。ラプターズの設立と時を同じくして、バンクーバーにもバンクーバー・グリズリーズが設立されたが、こちらは観客動員の低迷による経営難に悩まされ2001年にテネシー州メンフィスへと移転した。ラプターズは、2018-19シーズンには大本命であったゴールデンステート・ウォリアーズを破り、初のNBAチャンピオンに輝いた。NBAでも多くのカナダ人選手が活躍しており、2年連続でシーズンMVPを獲得したスティーブ・ナッシュがその代表格である。
野球
野球も隣国アメリカ合衆国の影響を受け、人気スポーツの一つに数えられる。とりわけブリティッシュコロンビア州で盛んであり、学生野球リーグBCPBLが設けられている。パンアメリカン競技大会では、2011年大会と2015年大会で連覇を達成し、優勝回数はキューバに次ぐ実績を有する。カナダの最大の都市でもあるトロントを本拠地とするMLBのトロント・ブルージェイズ（1977年設立・アメリカンリーグ東地区）は、2022年時点アメリカ合衆国外に本拠地を置く唯一の球団である。世界初となる開閉式ドーム球場のロジャーズ・センターを本拠地としており、1992年から1993年にはワールドシリーズも連覇した。
当時はブルージェイズがMLB屈指の強豪球団であったため、1991年にはMLB史上初めて年間観客動員が400万人を突破した。近年でも2015年に地区優勝し、2016年にワイルドカードでプレーオフ進出などの好成績もあり、年間観客動員はリーグ最多だった。しかし、かつてカナダに本拠地を置くもう一つの球団として「モントリオール・エクスポズ」（1969年設立、ナショナルリーグ東地区）が存在したものの、フランス語圏であるモントリオールは野球の認知度が圧倒的に低い。さらに慢性的な財政難が続いた結果、2005年にワシントンD.C.に移転し球団名もワシントン・ナショナルズに改めた。
クリケット
クリケットはイギリス領時代の1785年から試合が行われており、カナダでは230年以上の歴史がある。1844年にはカナダとアメリカの国際試合がニューヨークで開催された。当時のアメリカはクリケットが最も人気のあるスポーツだったが、南北戦争頃から野球などアメリカンスポーツの発展により衰退した。カナダでも19世紀にはクリケットが最も人気のあるスポーツであり、初代カナダ首相のジョン・A・マクドナルドらによって、クリケットがカナダの国技と宣言されていた。しかし、その後は後発のアイスホッケーなどの台頭により、カナダにおけるクリケットも衰退した。1892年にカナダクリケット協会 (現クリケットカナダ)が設立され、1968年に国際クリケット評議会に加盟した。近年はクリケットが一番人気の地域である南アジアや西インド諸島からの移民が流入していることもあり、クリケット人気が再び拡大している。2018年にトゥエンティ20形式のプロクリケットリーグのグローバルT20カナダが開始された。
その他の競技
カナダでは、フォーミュラ1のカナダグランプリが1967年から毎年開催されている（2009年、2020年、2021年の3大会は不開催。）。1978年からはモントリオールのジル・ヴィルヌーヴ・サーキットが使用されている。この他にも、インディカー・シリーズもトロント、エドモントンの市街地コースで開催されている。NASCARのカナダ国内選手権「NASCAR Canadian Tire Series」も国内各地で開催されている。
ウィンタースポーツでは、スピードスケート、ショートトラックスピードスケート、フリースタイルスキー、スノーボード、フィギュアスケート、ボブスレーなどが盛んである。カーリングは、カナダの国民的なスポーツであり、現在行われている国際ルールはカナダで確立したもので、1807年に「王立カーリングクラブ」が設立され現在も強豪国のひとつである。他、ラクロスも北米プロリーグ「メジャーリーグ・ラクロス」のチームがある。

## 象徴

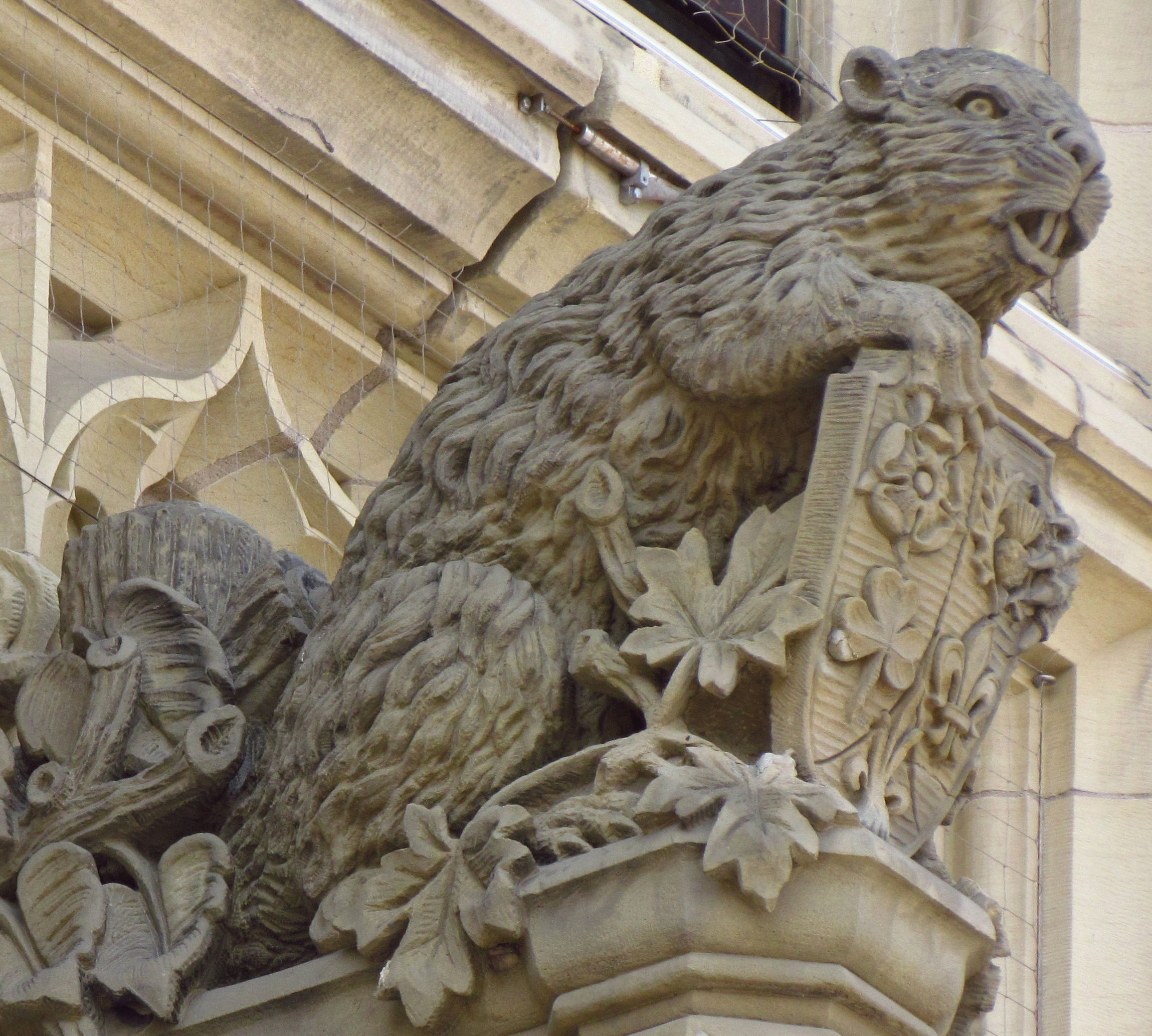
カナダ議会の平和の塔に設置されているビーバーの像。
盾に彫られている4つの花は、それぞれの民族を表しており、右下からフルール・ド・リス：フランス人、アザミ：スコットランド人、シャムロック:アイルランド人、リーキ：ウェールズ人 の順になっている。

カナダにおける国家の象徴は、国の地理、寒い気候、国民の生活およびヨーロッパの伝統的観念と先住民の象徴のカナダ化を強調したものとなっている。また、自然、開拓者、猟師、商人などの観念は、初期の象徴主義の発展において重要な役割を果たしている。